# Filippo Brunelleschi

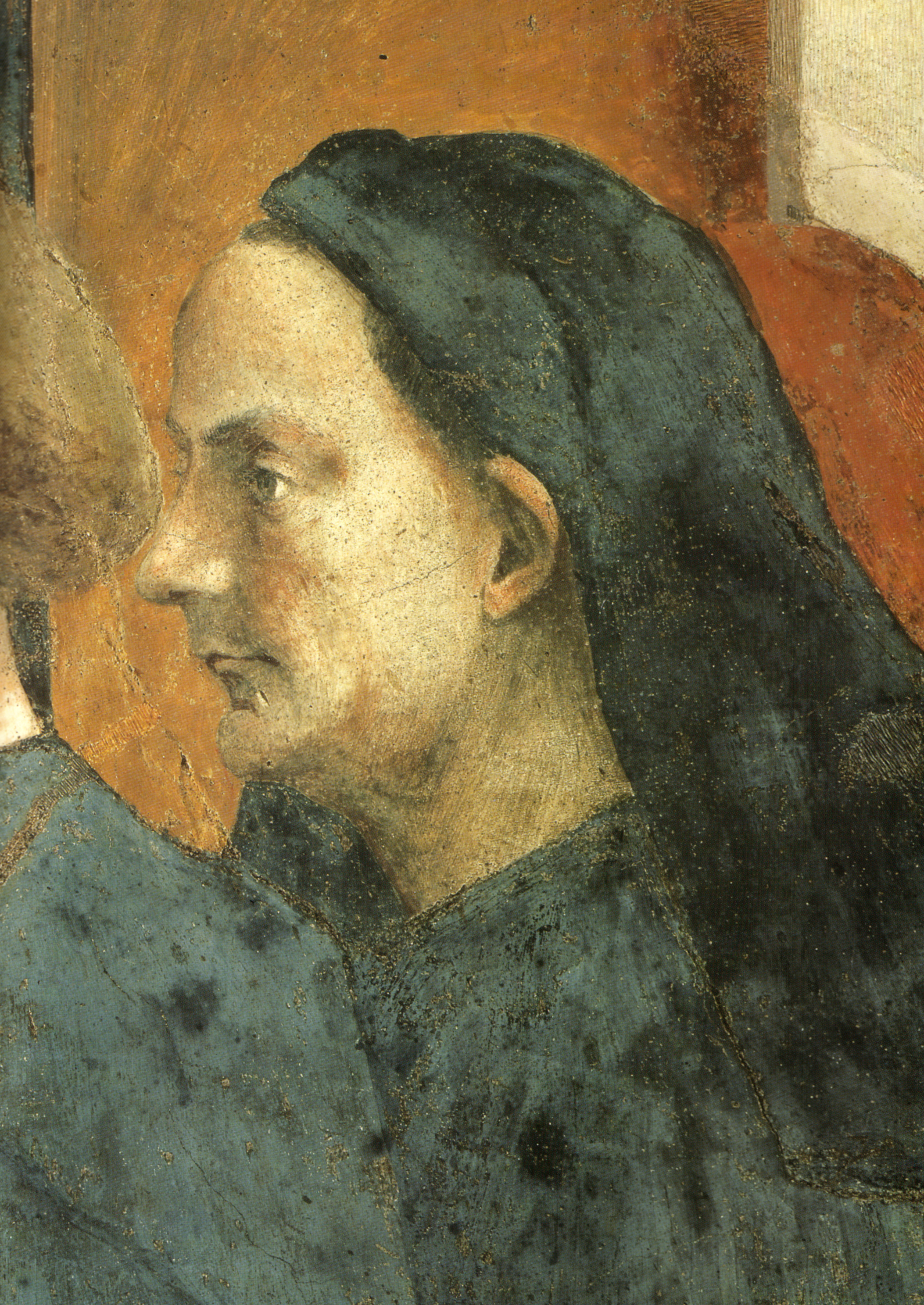
Pressuposto retrato de Brunelleschi, Masaccio, Ressurreição do filho de Teófilo e São Pedro na Cadeira (1423-1428), Capela Brancacci, Florencia

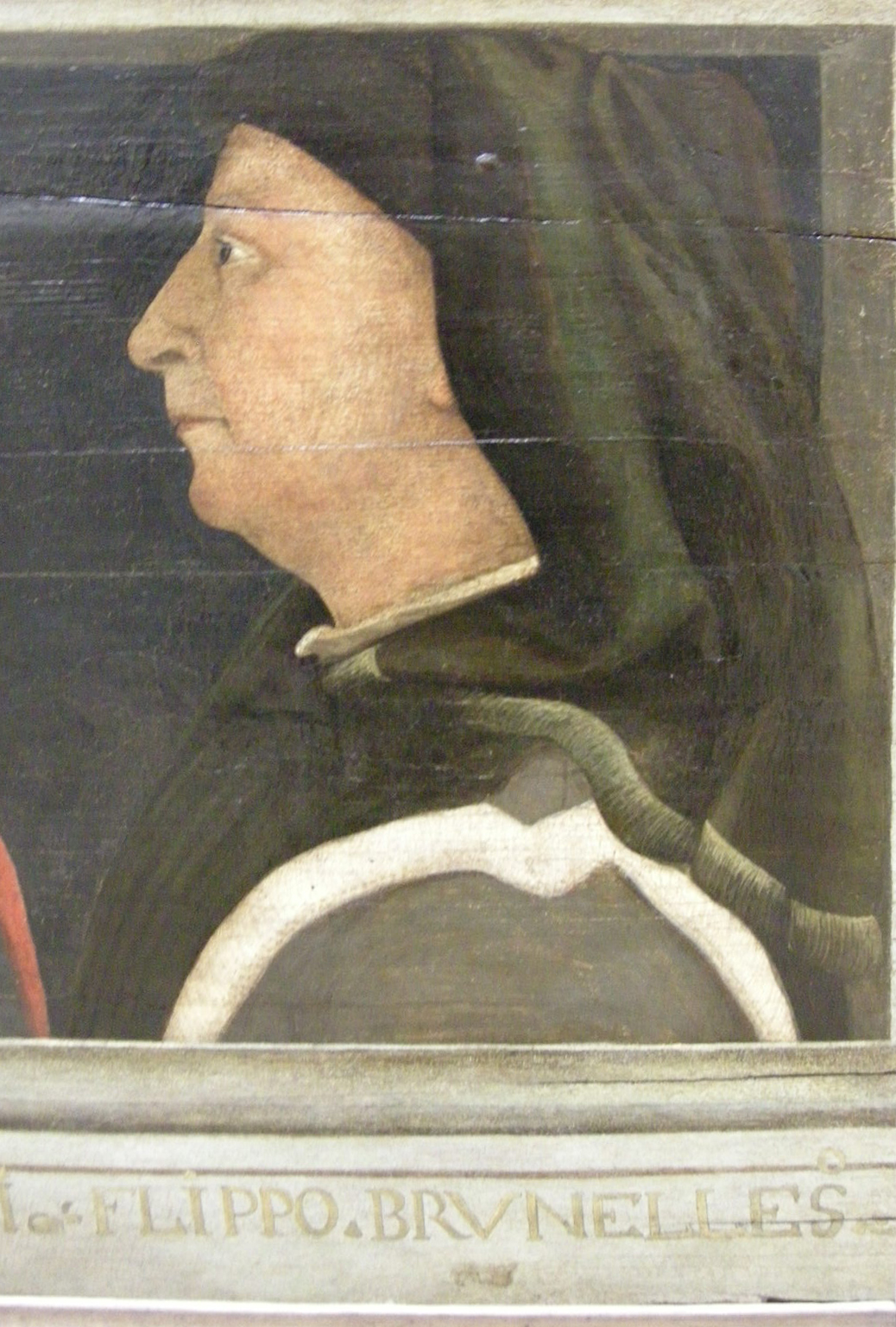
Retrato anónimo de Brunelleschi, da segunda metade do século XV, Louvre

Filippo Brunelleschi (nascido Filippo di ser Brunellesco Lapi; Florença, 1377 – Florença, 1446) foi um arquiteto, matemático, ourives  e escultor renascentista. Filippo Brunelleschi nasceu em uma família de classe média de Florença; era filho de Giuliana Spini e Brunellesco di Lippo, um advogado. Seu pai tentou influenciá-lo a ser também advogado, mas Filippo preferiu a arte e arquitetura. Começou a vida como ourives e foi, posteriormente, um arquiteto, o pioneiro desta arte na Renascença. Entrou para a história ao concluir a Santa Maria del Fiore, em Florença, uma das primeiras catedrais em estilo renascentista.
É considerado um dos primeiros arquitetos e designers da Idade Moderna, e foi um dos três grandes percursores do Renascimento florentino com Donatello e Masaccio. Em particular, Brunelleschi, que era o mais velho, foi a referência para os outros dois e foi responsável pela invenção ou redescoberta da perspectiva do ponto de fuga único, ou "perspectiva linear central
Embora tenha começado a trabalhar como ourives e, mais tarde, como escultor, acabou por se dedicar sobretudo à arquitetura e à construção, quase exclusivamente, em Florença, de edifícios seculares e religiosos que se tornaram modelos para outros artistas. Entre estes, destaca-se a cúpula de Santa Maria del Fiore, uma obra-prima da engenharia construída sem a ajuda de técnicas tradicionais, como o arco, conhecido pela sua estrutura autoportante.
Com Brunelleschi nasceu a figura do arquitecto moderno que, para além de estar envolvido nos processos técnico-operacionais, como os mestres-de-obras medievais, teve também um papel substancial e consciente na fase de planeamento: deixa de exercer uma arte meramente "mecânica", e passa a ser um intelectual que elabora uma "arte liberal", baseada na matemática, na geometria e no conhecimento histórico. A sua arquitetura caracterizou-se pela criação de obras monumentais de clareza rítmica, construída a partir de uma medida básica (módulo) correspondente a números inteiros, expressa na braccia florentina, da qual derivam múltiplos e submúltiplos para obter as proporções de um edifício inteiro. Retomou às ordens arquitectónicas clássicas e o uso do arco de volta perfeita, indispensável para a racionalização geométrico-matemática das plantas e das elevações. Uma característica distinta da sua obra foi também a pureza das formas, obtida com uma utilização essencial e rigorosa de elementos decorativos. Neste sentido, era típico o uso da pietra serena cinzenta nas estruturas arquitectónicas, que se destacava face ao gesso claro das paredes.

## Trajetória

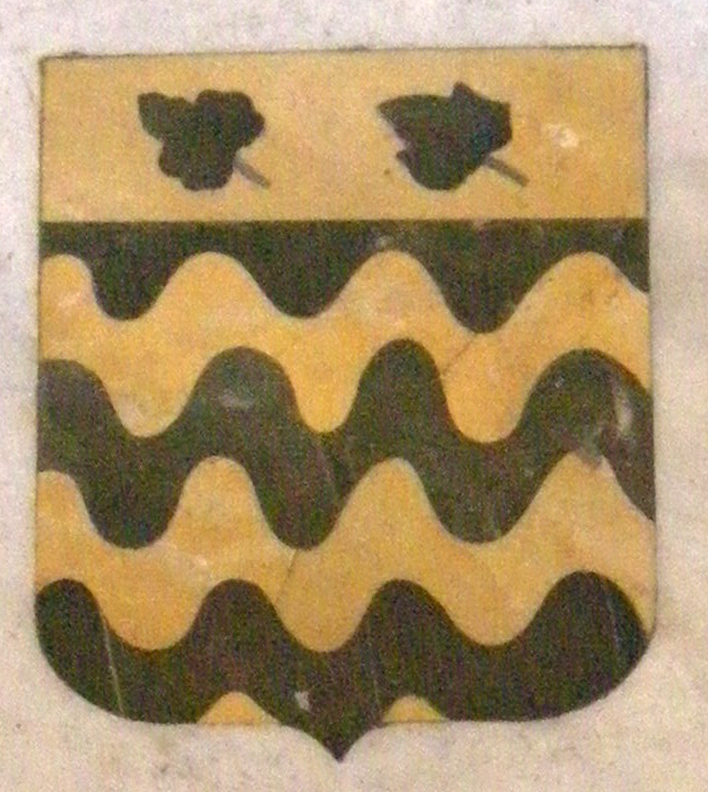
O brasão de armas da família Lapi, família de origem de Brunelleschi (São Marcos, Florença)

### Primeiros anos e formação
Filippo Brunelleschi era filho do notário Ser Brunellesco de Filippo Lapi e Giuliana Spini. Mais ou menos da mesma idade de Lorenzo Ghiberti (nascido em 1378) e Jacopo della Quercia (cerca de 1371-1374), cresceu numa família abastada que, no entanto, não tinha qualquer parentesco com os nobres florentinos Brunelleschi, que hoje ainda têm uma rua dedicada a eles no centro de Florença. O seu pai era um profissional leal e estimado, que era frequentemente encarregado a representar embaixadas, como em 1364, quando foi enviado a Viena para se encontrar com o imperador Carlos IV. A casa da família localizava-se no final da via Larga (hoje via Cavour) na hoje desaparecida Via degli Agli, onde viveu e trabalhou, perto da Igreja dos Santos Miguel e Gaetano em Florença
Filippo recebeu uma boa educação, aprendendo a ler e a escrever. Com estudo do ábaco, pôde aprender as noções de matemática e geometria prática que faziam parte do conhecimento de todo o bom mercante, incluindo as noções de perspectiva, que na época indicavam a prática de calcular medidas e distâncias inacessíveis com levantamento directo. Com o tempo, a sua cultura foi enriquecida pela matéria do quadrívio, bem como por leituras pessoais (textos sagrados e Dante primeiramente) e conhecimento direto de personagens ilustres, como Niccolò Niccoli, humanista e bibliófilo, e o político Gregorio Dati. Nesses anos nasceu também o interesse pela pintura e pelo desenho, que se tornou a sua principal vocação. O pai aceitou a escolha do filho, sem insistir para que seguisse os seus passos nos estudos jurídicos, e colocou-o na oficina de um ourives amigo da família, talvez Benincasa Lotti, com quem Filippo aprendeu a fundir ligas metálicas, para trabalhar com o cinzel, com a repoussage, com a nigelagem, a fazer engastes de pedras preciosas, esmaltes e relevos ornamentais, e sobretudo praticou exaustivamente o desenho, base de todas as disciplinas artísticas.
O seu primeiro biógrafo, o aluno Antonio di Tuccio Manetti, relatou como durante a sua aprendizagem lhe saíram das mãos relógios mecânicos e um "destatoio", uma das primeiras menções documentadas de um despertador.

### Primeiros trabalhos

#### Altar de São Jacopo (1399-1401)

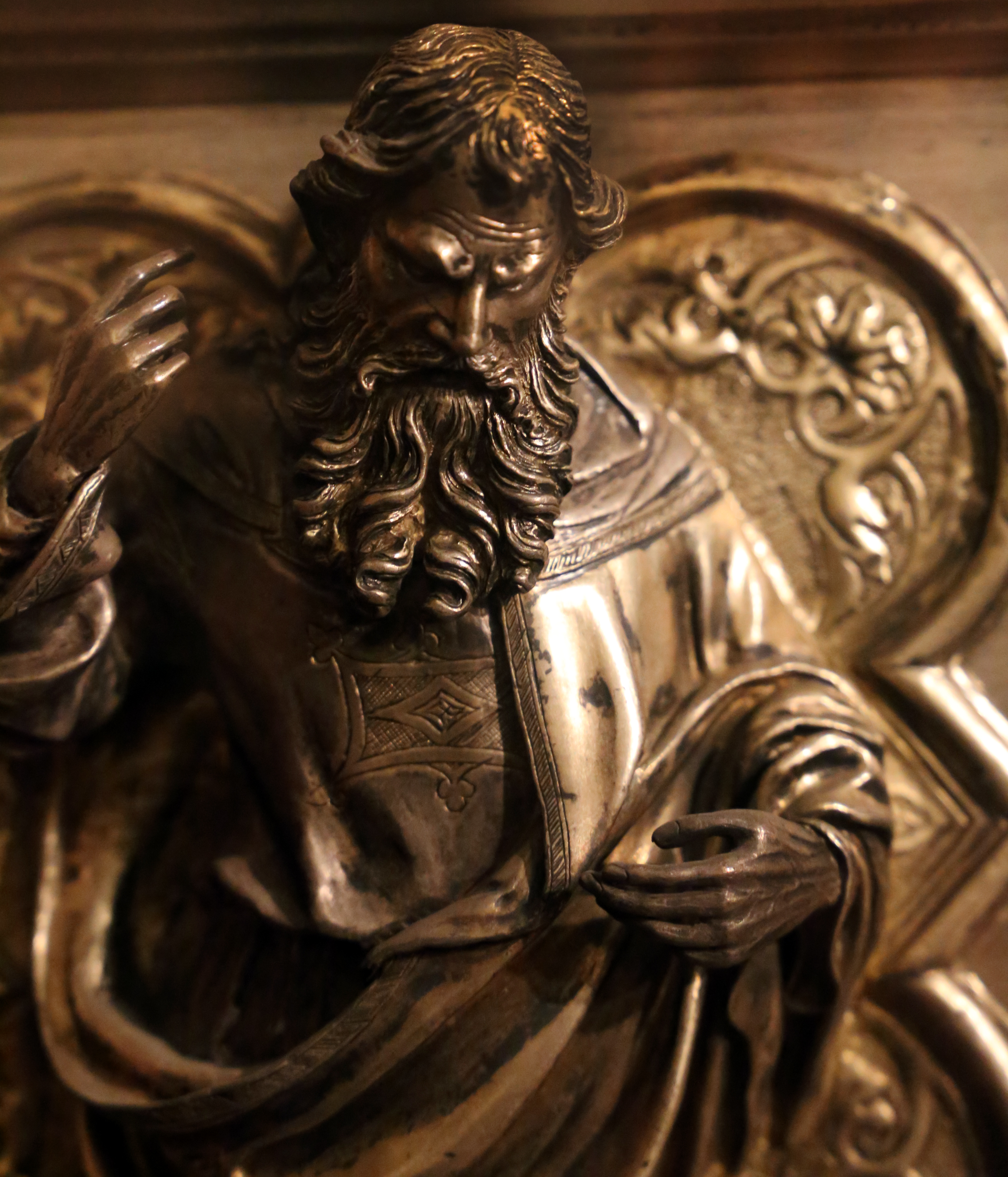
Geremia do altar de San Jacopo 1400-1401

No final do século, a sua aprendizagem poder-se-ia considerar completa. Em 1398, Filippo inscreve-se e presta juramento como ourives e em 1404, ingressa na Guilda da Seda. Entre 1400 e 1401, foi para Pistoia e entrou na oficina de Lunardo di Mazzeo e Piero di Giovanni da Pistoia para trabalhar na conclusão do altar de São Tiago, um precioso altar-relicário de prata que ainda está conservado na catedral de San Zeno, em Pistoia. Na cessão de contrato, datado de 1399, aparecia citado como "Pippo da Firenze", a quem lhe foi confiado algumas obras em particular. As estatuetas de Santo Agostinho e o Evangelista sentado (talvez São João) e dois bustos dentro de quadrilóbulos dos profetas Jeremias e Isaías (este último não está claramente identificado): são as suas primeiras obras conhecidas. Nestas primeiras obras podemos já constatar uma execução requintada, com uma estrutura corporal bem modelada e firme, que comunica com o espaço circundante através de gestos e torsões eloquentes.
Do mesmo período está o crucifixo de madeira de Santa María Novella que, segundo Vasari, teve a sua origem numa aposta ou disputa.

#### O Sacrifício de Isaac (1401-1402)

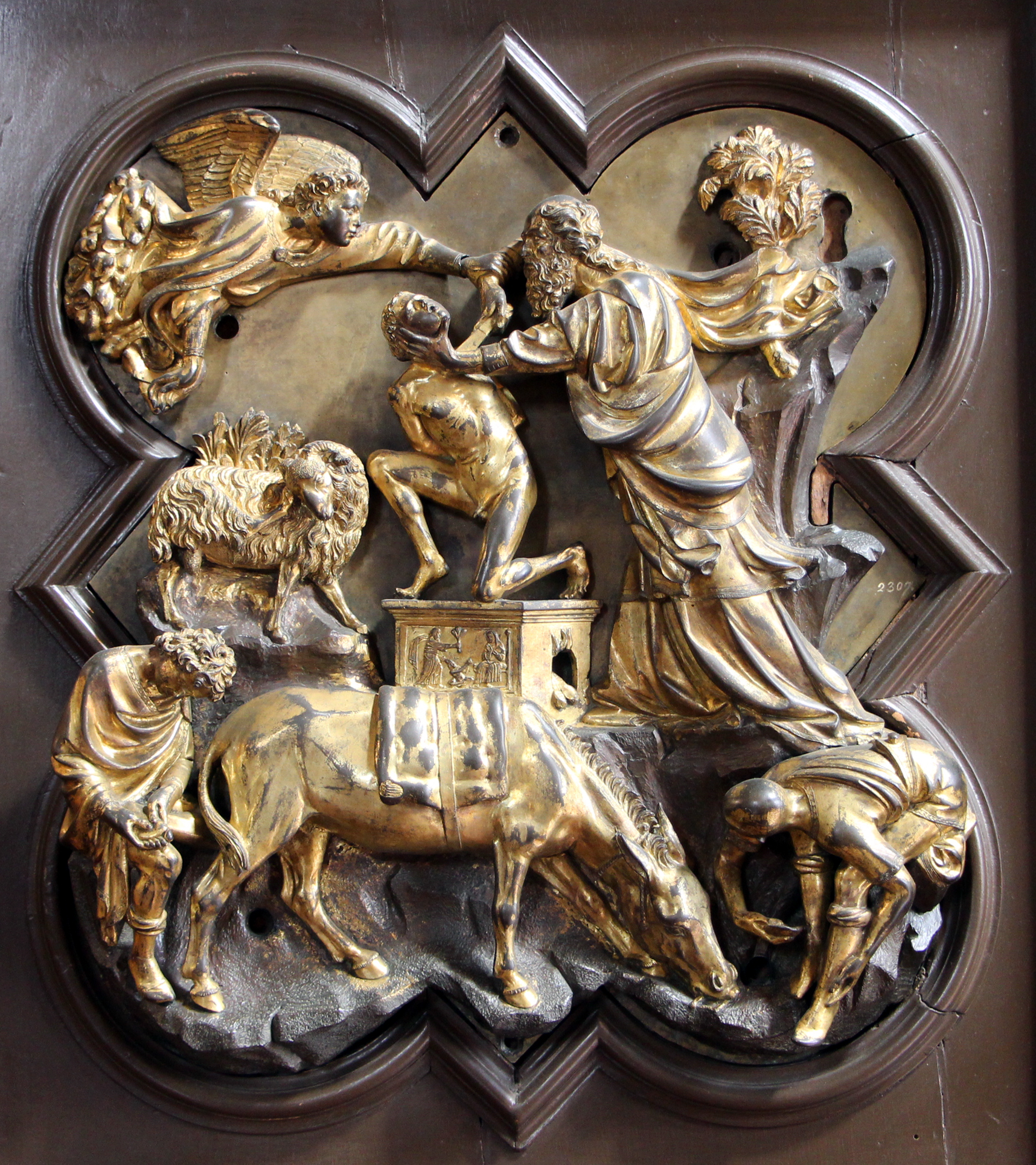
Sacrifício de Isaac, de Brunelleschi; exemplo para a porta do Batistério de Florença.

Em 1401, os Cônsules do Grémio de Calimala anunciaram o concurso para a construção da segunda porta de bronze do Batistério de Florença. Os participantes foram convidados a construir um azulejo com a temática do Sacrifício de Isaac, dispondo ao longo do conjunto as figuras de Abraão no ato de sacrificar o seu filho num altar, o anjo que interveio para o deter, o carneiro que deveria ser sacrificado em vez de Isaac e, por fim, o grupo com o burro e os dois servos. Brunelleschi dividiu a cena em duas: o burro ao fundo, com os criados ao lado, que tendem a sair do enquadramento. A cena da esquerda é uma referência ao menino do espinho, da Escola Helenística de Atenas: este grupo constitui a base para a construção piramidal da parte superior do painel. Aqui, no alto, está representado o choque das três vontades dos protagonistas da cena, culminando no nó das mãos de Abraão, cujo corpo virado para trás é sublinhado pelo esvoaçar do seu manto enquanto segura o pescoço de Isaac, deformado pelo terror e curvado em sentido oposto ao corpo do pai, enquanto o anjo detém Abraão agarrando-lhe o braço.
Na competição, segundo o seu primeiro biógrafo Antonio Manetti, ganhou ex aequo com Lorenzo Ghiberti mas recusou-se a dividir o prémio, ciente de que os seus estilos eram diferentes pelo que a obra foi atribuída apenas a Ghiberti, que completou a porta do batistério.

### Viagem a Roma (1402-1404)

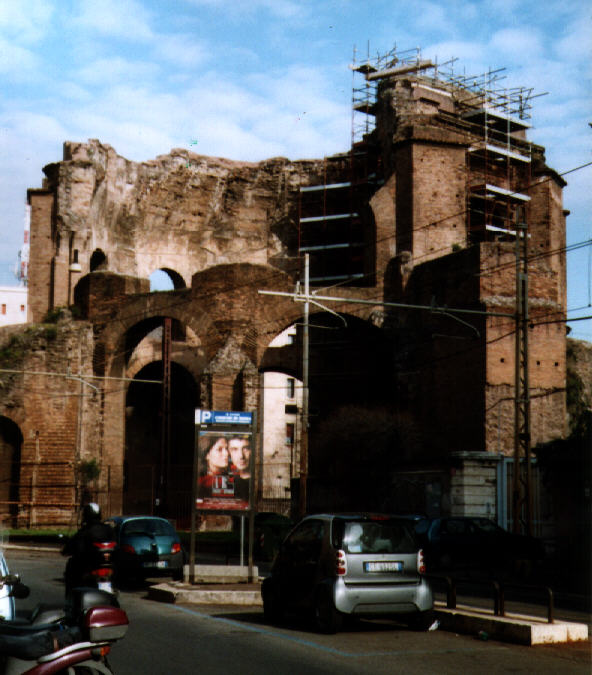
Ninfeu dos Horti Liciniani em Roma, certamente estudado por Brunelleschi numa das suas viagens.

Desiludido com o resultado da competição, aproveitando o momento de relativa tranquilidade política que durou desde a morte de Gian Galeazzo Visconti (1402) até à de Bonifácio IX (1404) com a entrada do rei Ladislau de Nápoles na cidade, em 1402, Brunelleschi foi a Roma estudar "os vestígios antigos", com Donatello, que na altura tinha apenas vinte anos, e com quem estabeleceu uma intensa amizade. A estadia romana foi fundamental para as manifestações artísticas de ambos. Aqui puderam observar os abundantes vestígios antigos, copiá-los e estudá-los em busca de inspiração. Vasari conta como os dois vaguearam pela cidade despovoada em busca de "pedaços de capitéis, colunas, molduras e bases de edifícios", começando a escavá-los quando os viam brotar do solo. A dupla foi chamada "a dos tesouros", uma vez que se pensava que estavam a escavar em busca de tesouros enterrados e, de facto, ocasionalmente encontravam materiais preciosos, como alguns camafeus ou pedras duras esculpidas ou mesmo um jarro cheio de medalhas. Em 1404, Donatello já tinha regressado a Florença para colaborar com Ghiberti na criação dos modelos de cera para a porta do batistério, enquanto Filippo ainda permanecia em Roma, pagando o seu alojamento com trabalhos esporádicos de ourivesaria. Entretanto, o seu interesse versava tanto na escultura como na arquitectura, dedicando-se, segundo Manetti, ao estudo dos edifícios romanos, tentando compreender os seus segredos e pormenores estruturais. Brunelleschi concentrou-se principalmente nas proporções dos edifícios e na recuperação de técnicas de construção antigas. Nos anos seguintes regressou a Florença, onde a sua presença está documentada, mas não de forma permanente porque é provável que tenha regressadi a Roma em diversas ocasiões.

### Regresso a Florença (1404-1409)
A partir de 1404, foi consultado em Florença para assuntos artísticos importantes, primeiro a obra de Santa Maria del Fiore, para a qual prestou aconselhamento técnico, e modelos, como o de um contraforte (1404). Os anos da primeira década do século XV são descritos por biógrafos com diversas anedotas, como a do sarcófago romano visto na catedral de Cortona de Donatello, que Brunelleschi foi copiar, ou o da Novella del Grasso legnaiuolo (narrativa ou conto em que Brunelleschi arranca o cabelo a um marceneiro de alcunha Il Grasso (o Gordo), que por vergonha decidiu emigrar para Hungria seguindo Pippo Spano), e cujos biógrafos dataram de cerca de 1409.

#### Crucifixo de Santa Maria Novella (cerca de 1410)
| “                                                                                    | ... fez um crucifixo de madeira que, quando terminou, mostrou a Brunelleschi, seu amigo íntimo, para saber a sua opinião. Este, que segundo as palavras de Donatello esperava ver algo muito melhor, sorriu ao olhar para aquilo. E Donato implorou-lhe que, pela amizade que existia entre eles, lhe desse a sua opinião. Ao que Filippo, que era muito liberal, respondeu que lhe parecia ter colocado na cruz um camponês e não um corpo semelhante ao de Jesus Cristo, que era mais delicado e em todas as suas partes a forma humana mais perfeita alguma vez criada. | ” |
| — Vasari. As Vidas dos Mais Excelentes Pintores, Escultores e Arquitectos. Parte III | |   |

Até 1440, a principal atividade de Brunelleschi era a de escultor e, mesmo após a construção dos grandes edifícios pelos quais se tornou mais famoso, continuou a receber encomendas escultóricas, ainda que ocasionalmente. Várias obras escultóricas aparecem nas fontes e documentos durante a sua juventude, entre elas uma Maria Madalena para a basílica do Espírito Santo que, certamente, desapareceu durante um incêndio em 1471..
Entretanto, dessa época, conserva-se o Crucifixo de Santa María Novella, que data de cerca de 1410-1415. A maior parte dos dados sobre ele são recolhidos do trabalho de Vasari que, por sua vez, os recolheu de fontes orais da época e relata detalhadamente uma curiosa anedota sobre a reacção de Brunelleschi ao ver o crucifixo de Santa Cruz de Donatello, que o considerou demasiado "camponês" o que o levou a esculpir o seu próprio. Na verdade, os estudos mais recentes tendem a negar o episódio, colocando as duas obras a uma distância entre dois e dez anos, embora seja muito provável que os dois amigos tenham tido oportunidade de discutir o assunto.
Se o Cristo de Donatello capta o momento de agonia com os olhos entreabertos, a boca aberta e o corpo desajeitado, o de Brunelleschi caracterizou-se por uma solene "gravitas", com um estudo cuidadoso das proporções e da anatomia do corpo nu, segundo um estilo que, na sua essência, foi inspirado nos estudos dos autores da antiguidade clássica. Pode ser perfeitamente inscrito num quadrado, com os braços abertos, cuja medida é exactamente igual à da altura. Segundo Luciano Bellosi, a escultura de Brunelleschi seria "a primeira obra renascentista da história da arte", um ponto de referência para os desenvolvimentos posteriores de Donatello, Nanni di Banco e Masaccio.

#### As estátuas de Orsanmichele (cerca de 1412-1415)
No início da segunda década do século XV, Brunelleschi e Donatello foram chamados a participar na decoração dos nichos da Igreja de Orsanmichele. Segundo Vasari e outras fontes do século XVI (com excepção da biografia de Antonio Manetti), os dois receberam conjuntamente a encomenda do São Pedro da Arte dei Beccai e São Marco da Arte dei Linaioli e Rigattieri, mas Brunelleschi prontamente recusou o trabalho, deixando o caminho livre para o seu parceiro. A crítica actual tende também a atribuir o São Pedro, que data de 1412, a Brunelleschi, devido à elevada qualidade do trabalho, com as roupas antiquadas, como numa das antigas Estátuas Romanas, os pulsos finos e musculados, como no Sacrifício de Isaac; com as cabeças com protuberâncias profundas nos olhos, as rugas que sulcam a testa e os traços energéticos do nariz que lembram os relevos do altar de prata de São Jacopo em Pistoia. São Marco, por outro lado, que data de 1413, é uma obra atribuída por unanimidade a Donatello e parece inspirada na atitude de São Pedro. São Pedro de Orsanmichele, a quem atribuem também a Virgem e o Menino no Museu do Palazzo Davanzati em Florença, conhecida em vários exemplares, incluindo um em madeira policromada no Museu Nacional do Bargello.
Em 1412, Brunelleschi encontrava-se em Prato, convidado a dar conselhos sobre a fachada da Catedral de Santo Estêvão, também conhecida por Duomo de Prato. Em 1415, renovou a Ponte a Mare de Pisa, hoje destruída, e nesse mesmo ano foi contactado, juntamente com Donatello, para desenhar um conjunto de esculturas que seriam colocada na catedral de Florença, entre elas uma gigantesca estátua de chumbo dourado, que aparentemente nunca foi construída.

### A invenção da perspectiva linear (c. 1416)
Brunelleschi foi o inventor da perspectiva do ponto de fuga único, que foi o elemento mais típico e característico das representações artísticas do Renascimento florentino e italiano em geral. Durante a sua formação juvenil, teve certamente de lidar com noções de óptica, incluindo a perspectiva, que na época indicavam um método para calcular distâncias e comprimentos confrontando-o com as dimensões conhecidas. Talvez graças à sua amizade com Paolo dal Pozzo Toscanelli, Brunelleschi conseguiu alargar os seus conhecimentos, formulando até as regras da "perspectiva" geométrica linear-cêntrica tal como a entendemos hoje; é um método de representação para criar um mundo ilusionista aparentemente real.
Para atingir um objetivo tão importante, que marcou de forma crucial a figuração ocidental, Brunelleschi utilizou dois painéis de madeira, construídos em 1416, com vistas urbanas pintadas e que, hoje, estão ambos perdidos, mas estão documentados nas descrições que Leon Battista Alberti tinha feito. Assim, quando escreveu o seu tratado De Pictura (Sobre a pintura) onde estabeleceu o regras da perspetiva linear, dedicou-a a Brunelleschi como reconhecimento.

#### O painel do Baptistério

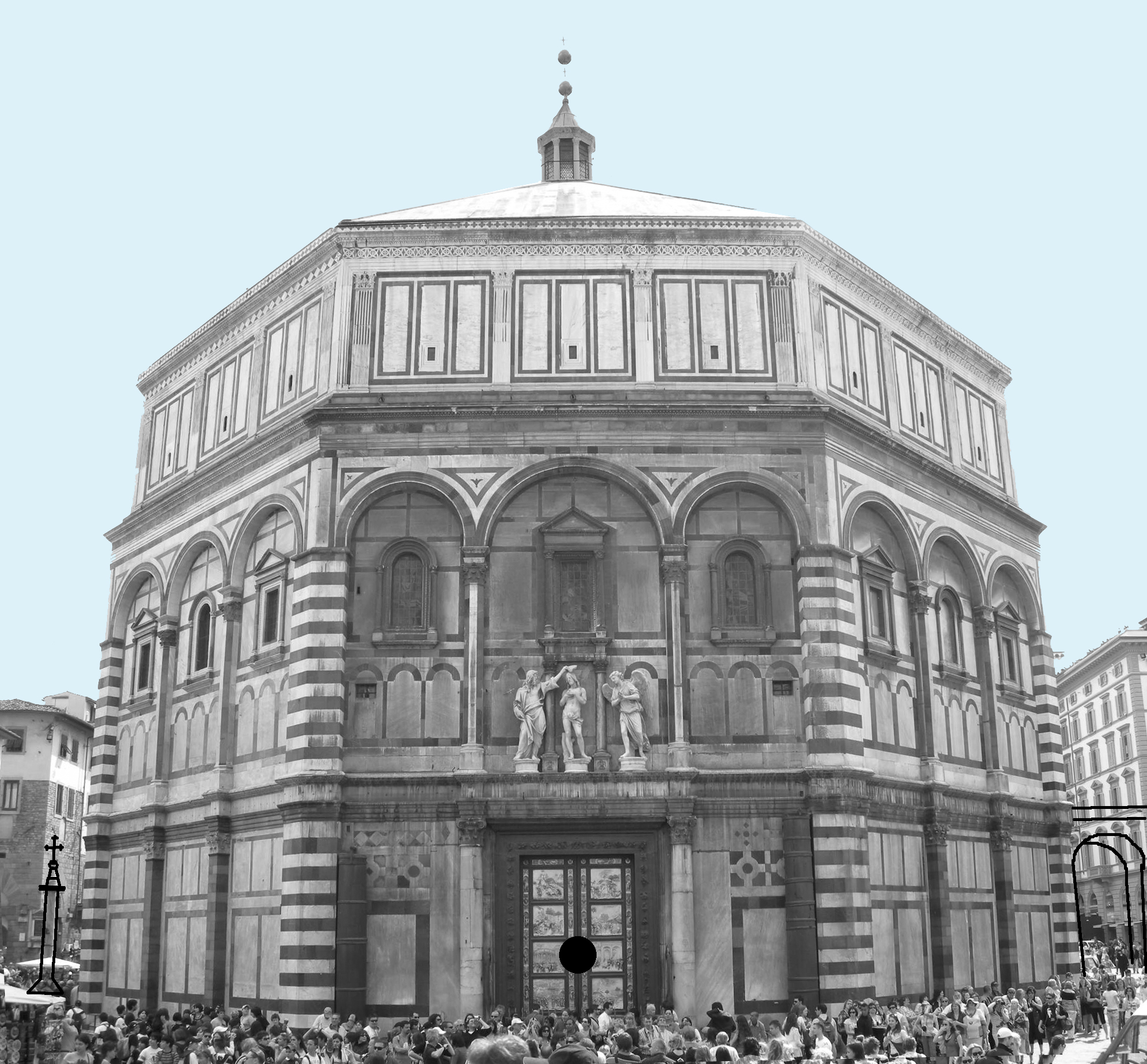
Reconstrução do painel em perspectiva do baptistério feita por Brunelleschi

O primeiro painel tinha a forma quadrada, com um lado de aproximadamente 29 cm de comprimento, e representava uma vista do Batistério de Florença a partir do portal central da Santa Maria del Fiore. A esquerda e a direita foram trocadas, pois era necessário olhar através de um espelho, colocando o olho num orifício baixo no eixo central do próprio tabuleiro e segurando o espelho com o braço. Foram tomadas algumas medidas para dar um efeito natural à imagem: o céu do tabuleiro foi coberto com papel prateado, para refletir a luz atmosférica natural, e o buraco foi alargado: mais comprido junto à superfície pintada, mais pequeno no lado onde repousava o olho.
Primeiro, Brunelleschi, estando dentro do portal, pôde observar uma "pirâmide visível", ou seja, aquela porção do espaço visível à sua frente não escondida pelas ombreiras. Desta forma, se colocasse o olho no buraco, seria gerada uma pirâmide visual, com o seu centro no ponto exato do buraco. Isto permitiu estabelecer um ponto de vista único e fixo, impossível de obter com vistas panorâmicas.
Para medir distâncias (usando o método dos triângulos semelhantes, bem conhecido na época) bastava colocar um espelho paralelo do mesmo formato em frente à mesa e calcular quanta distância era necessária para enquadrar toda a imagem: quanto mais pequeno fosse o espelho, mais longe deveria ser colocado. É assim possível estabelecer uma relação proporcional constante entre a imagem pintada e a imagem reflectida no espelho (mensurável em todas as dimensões), e calcular a distância entre os objectos reais (o Baptistério real) e o ponto de observação, através de um sistema de proporções. A partir disto, foi possível traçar uma espécie de quadro em perspetiva, útil para a representação artística, e foi também demonstrada a existência do ponto de fuga em direção ao qual os objetos se tornavam mais pequenos.

#### O painel na Piazza della Signoria
Um fez um segundo painel, com uma representação da Piazza della Signoria vista do canto com a Via de Calzaiuoli, e que era ainda mais simples de utilizar, pois não exigia o uso de um espelho reflector (bastava fechar o olho) e por isso não invertia. Na tabuleta, foi recortado o céu por cima dos edifícios, pelo que bastava sobrepor a imagem pintada à imagem real até que elas correspondessem e calcular as distâncias. Neste caso foi mais fácil definir a representação na tabela dentro de uma pirâmide visual, que tinha o vértice no ponto de fuga e a base à altura dos olhos do observador.

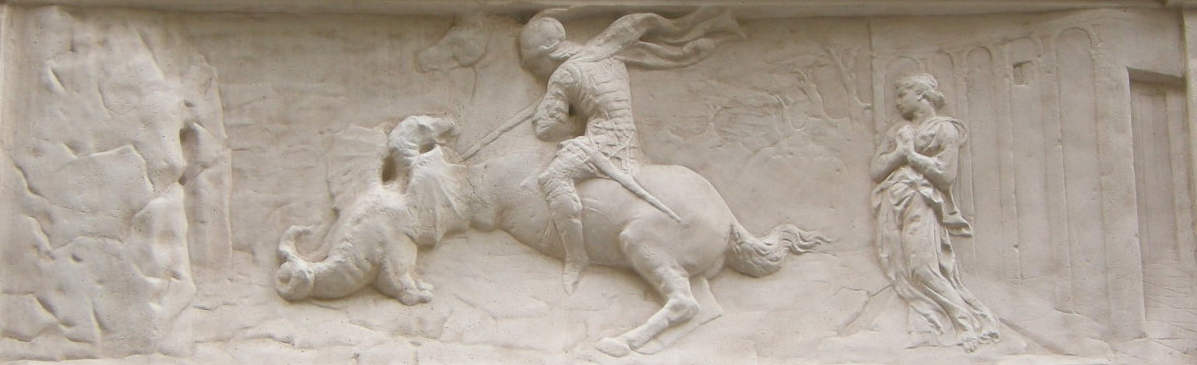
São Giorgio liberta a princesa (cópia do original no nicho de Orsanmichele, Florença)

Nos dois experimentos foi dada grande importância ao céu natural; de facto, naqueles anos houve uma rotura com a tradição medieval e os seus fundos abstratos dourados ou, quanto muito, lápis-lazúli, iam em favor de uma representação mais realista.
Com estes estudos, Brunelleschi desenvolveu o método da perspetiva linear unificada, que organizava racionalmente as figuras no espaço. Historiadores e teóricos posteriores concordaram em reconhecer Brunelleschi como o autor desta descoberta, desde Leon Battista Alberti até Filarete, passando por Cristoforo Landino. Esta técnica foi também adoptada por outros artistas porque concordava com a nova visão do mundo renascentista, que criava espaços finitos e mensuráveis nos quais o homem se posicionava como medida e centro de todas as coisas. Um dos primeiros a aplicar este método num trabalho artístico foi Donatello, no relevo de San Giorgio libertando a princesa (1416-1417) para o tabernáculo da Arte dei Corazzai e Spadai em Orsanmichele.

### O concurso para a cúpula de Santa Maria del Fiore (1418)

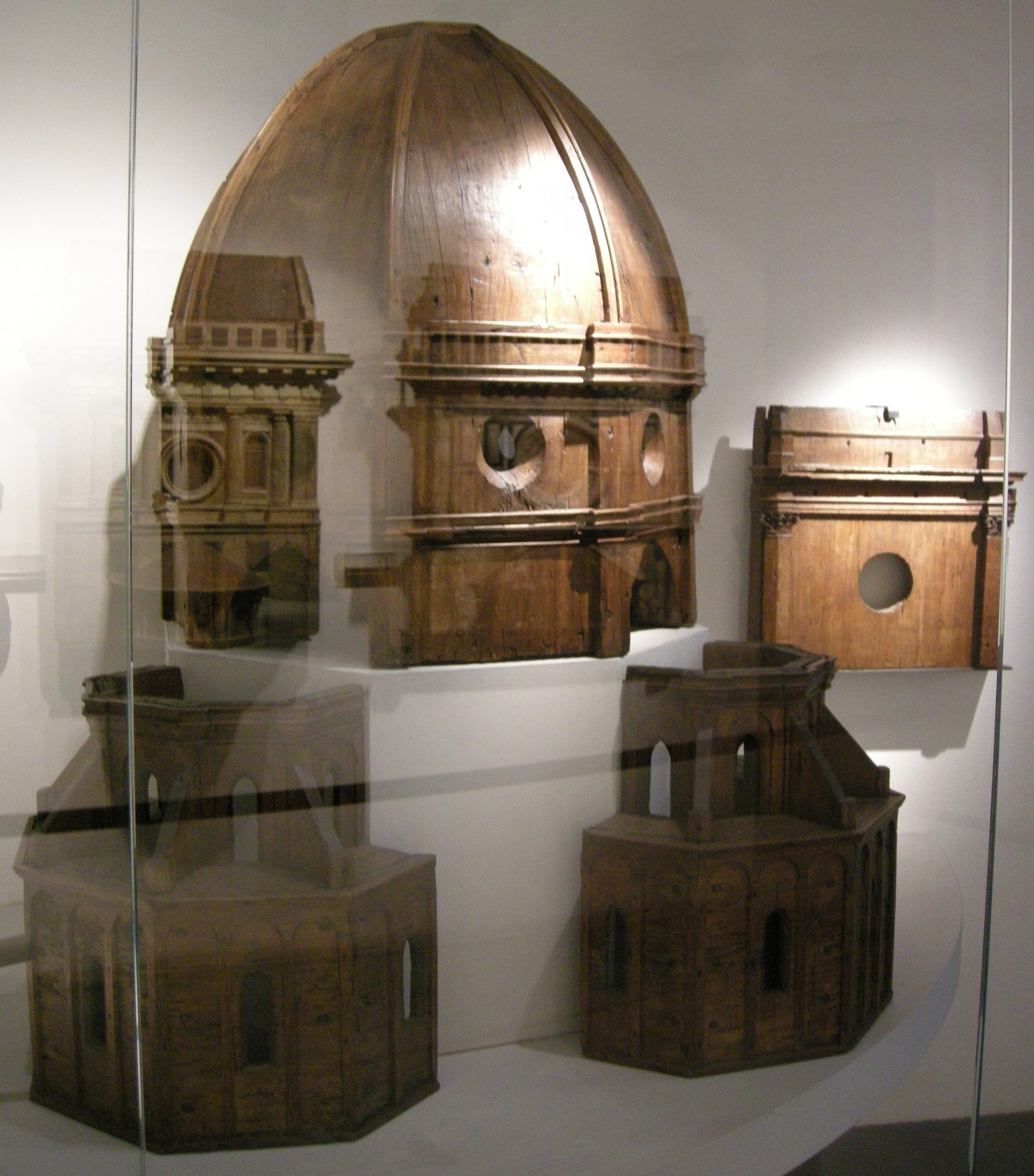
Modelo em madeira da cúpula e apsides da Santa Maria del Fiore, atribuída a Brunelleschi (Museo dell'Opera del Duomo, Florença).

Já na primeira década do século XV, Brunelleschi recebeu encomendas da República de Florença para a construção ou renovação de fortificações, como as de Staggia (1431) ou Vicopisano, que são os mais bem conservados da sua arquitetura militar. Pouco depois começou a estudar o problema da cúpula de Santa Maria del Fiore, que foi a obra exemplar da sua vida, onde também existem intuições que mais tarde se concretizaram em obras futuras.
Brunelleschi foi também várias vezes consultado sobre a construção da Sé: em 1404 com a encomenda final de um contraforte, em 1410 para o fornecimento de tijolos, e em 1417 para "obras à volta da cúpula" não especificadas. Entretanto, entre 1410 e 1413 foi construído o tambor octogonal, com treze metros de altura a partir do tecto da nave principal, com nada menos de 42 metros de largura e com paredes de quatro metros de espessura , o que complicou ainda mais o projeto original de Arnolfo di Cambio. Uma cúpula deste tamanho nunca tinha sido erguida desde a época do Panteão e as técnicas tradicionais, com estadas e Cimbras, pareciam impraticáveis devido à altura e largura do buraco que deveria ser tapado. Nenhuma variedade de madeira poderia suportar o peso de um telhado tão grande, mesmo temporariamente, até que a cúpula fosse fechada pela lanterna.
A 19 de agosto de 1418, foi convocado um concurso público para resolver o problema da cobertura, oferecendo 200 florins de ouro a quem pudesse fornecer modelos e desenhos satisfatórios para o cimbre, a armadura, pontes, os instrumentos para elevar o material e tudo o resto. Para além dos problemas técnicos e de engenharia, a cúpula deveria também concluir harmoniosamente o edifício, sublinhando o seu valor simbólico e impondo-se ao espaço urbano e à sua envolvente. Dos dezassete participantes, Filippo Brunelleschi, autor de um modelo especial em madeira, e Lorenzo Ghiberti. foram admitidos para uma segunda seleção. Filippo aperfeiçoou então o seu modelo de madeira ("do tamanho de um forno"), fazendo variações, ajustes e modelos adicionais, para demonstrar a viabilidade de uma cúpula sem armação. No final de 1419, com a ajuda de Nanni di Banco e Donatello, Brunelleschi fez uma demonstração na Piazza del Duomo, criando um modelo de cúpula em tijolo e argamassa sem reforço, no espaço entre o Duomo e o Campanário. A manifestação impressionou positivamente os trabalhadores da catedral e estes receberam 45 florins de ouro no dia 29 de dezembro de 1419.
A 27 de março de 1420, foi solicitado um parecer final, que finalmente atribuiu as obras (a 26 de abril) a Brunelleschi e Ghiberti, que foram nomeados supervisores da cúpula, juntamente com o mestre de obras da fábrica Battista d’Antonio. O salário era modesto: apenas três florins para cada um. O substituto de Brunelleschi foi Giuliano d'Arrigo, conhecido por Pesello, enquanto Ghiberti nomeou Giovanni di Gherardo da Prato. O parecer decisivo foi realizado com um pequeno-almoço com vinho, vagens (Baccello em Toscana), pão e laranjas.

### O Hospital dos Inocentes (de 1419)

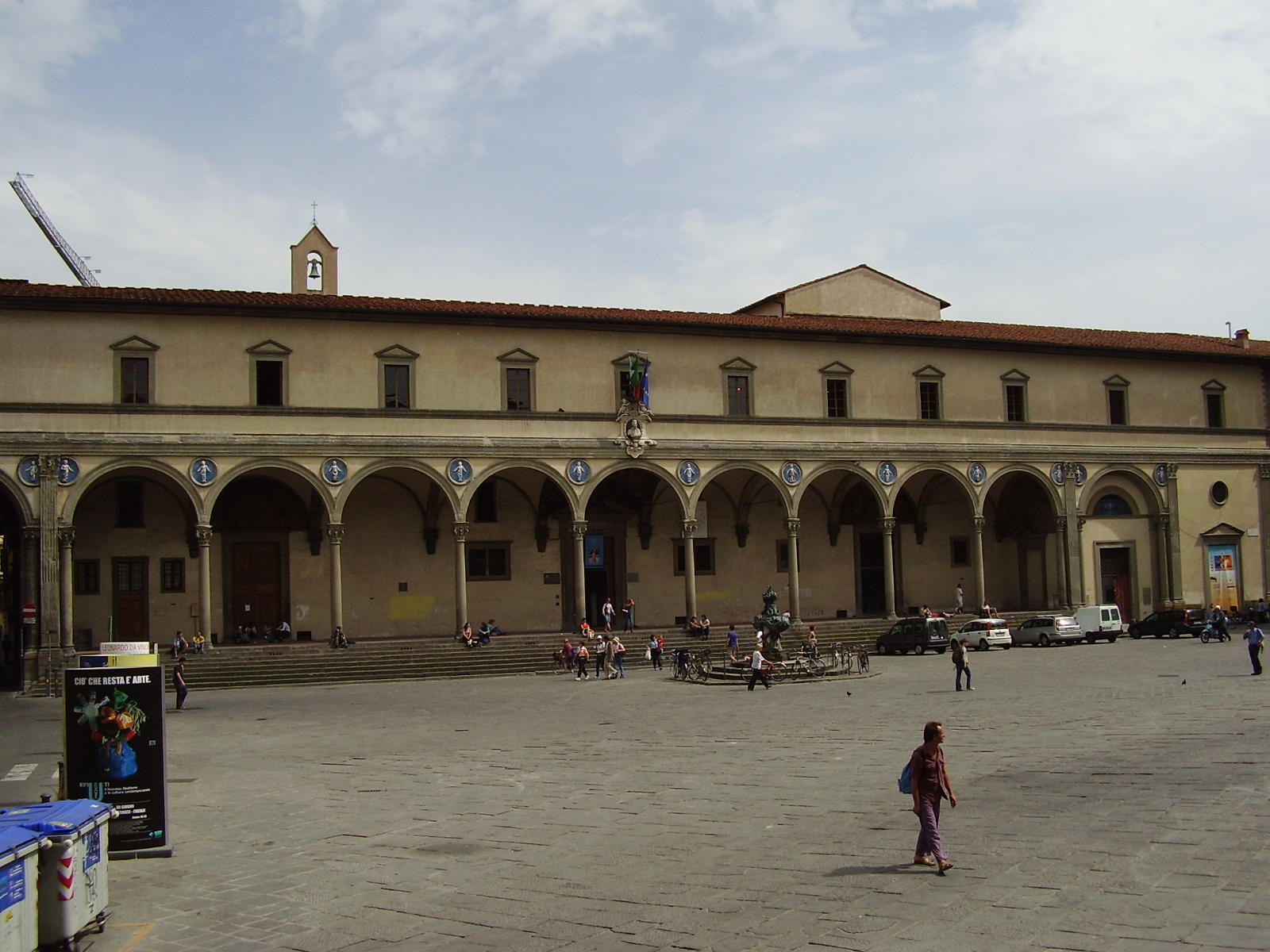
Vista exterior do Hospital dos Inocentes (Florença).

Em 1419, iniciou obras encomendadas pela Arte da Seda no Hospital dos Inocentes, o primeiro edifício construído segundo os cânones clássicos. Era um orfanato e Brunelleschi desenhou um conjunto que retomava a tradição de outros hospitais, como o San Mateo (de finais do século XIV). A planta incluía um pórtico exterior na fachada, que dava acesso a um pátio quadrado ao qual se acedia por dois edifícios de base rectangular de dimensões iguais, respectivamente a igreja e casebre, isto é, o dormitório; e na meia-cave encontravam-se as salas da oficina e da escola. A construção começou em 19 de agosto de 1419, e os pagamentos documentam a presença de Brunelleschi no local da obra até final de 1427. A partir de 1427, quem assumiu a obra foi provavelmente Francesco della Luna. Os acréscimos e modificações ao projeto original de Brunelleschi são hoje difíceis de identificar, mas certamente existiram e foram significativos, como testemunha Antonio Manetti, que relata várias críticas do mestre aos percursores da obra.

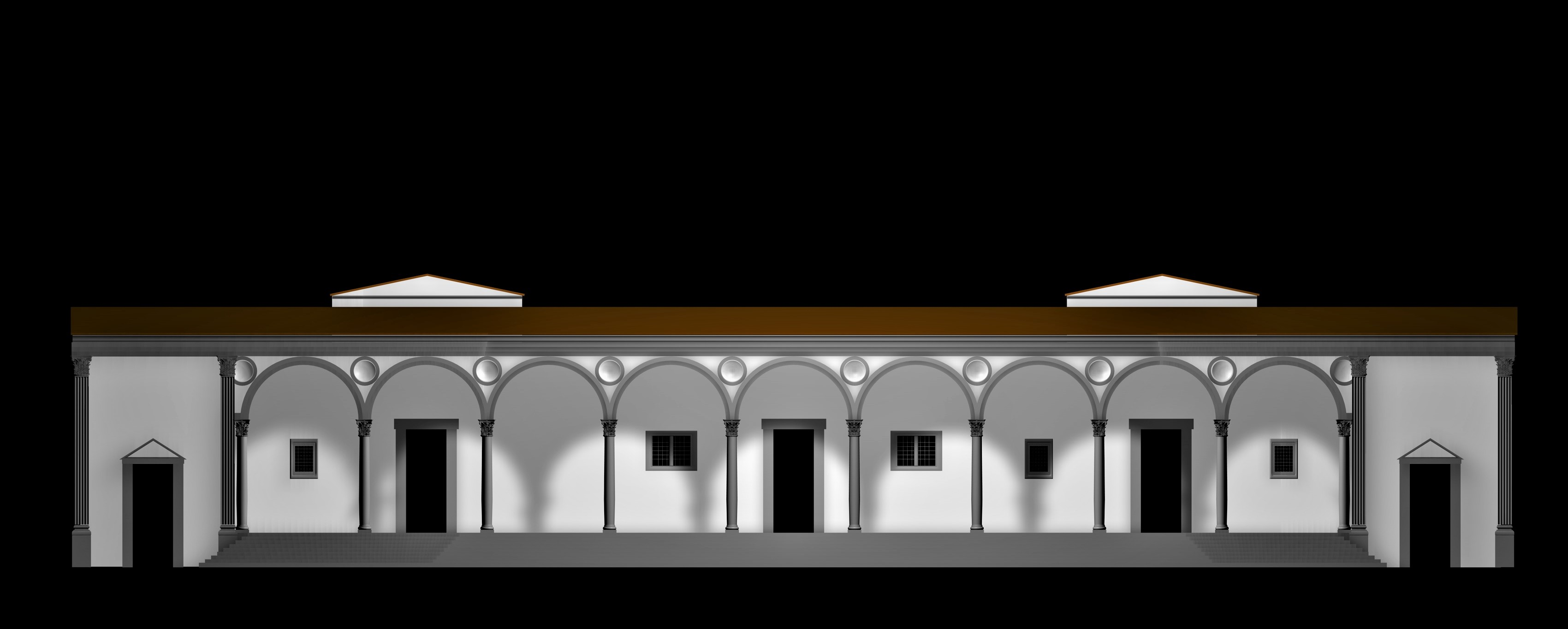
Reconstrução da fachada do Hospital dos Inocentes segundo projecto original de Brunelleschi.

Atual fachada frontal do Hospital

Apesar das dúvidas, o pórtico exterior, desenhado em 1420, foi certamente obra de Brunelleschi e funciona como uma charneira entre o Hospital e a praça, e é composto por nove vãos com abóbadas cruzadas e arco de meio ponto apoiados em colunas em pedra serena com capitéis coríntios com pulvino. Para Argan, a verdadeira novidade na construção é, por um lado, a nova utilização do arco e, por outro, a criação de um amplo pórtico em arco sobre toda a fachada frontal do edifício. O arco tem medida radial igual à altura das colunas e igual à profundidade do pórtico; de tal forma que se cria um espaço cúbico; ou, nas palavras de Argan: "o cubo é a imagem ideal do espaço em perspectiva".
Uma série de escolhas para conter custos foram a base de uma das mais felizes realizações arquitetônicas do Renascimento, que teve uma influência extraordinária na arquitetura subsequente, sendo reinterpretada de infinitas formas. Em primeiro lugar, para as estruturas arquitetónicas, foram escolhidos materiais de baixo custo, como a pedra serena, até então pouco utilizada devido à sua fragilidade à exposição de agentes atmosféricos, e o intonaco branco, que criou uma equilibrada bicromia de cinza e branco que se tornou uma característica da cultura florentina e Arquitetura renascentista em geral.

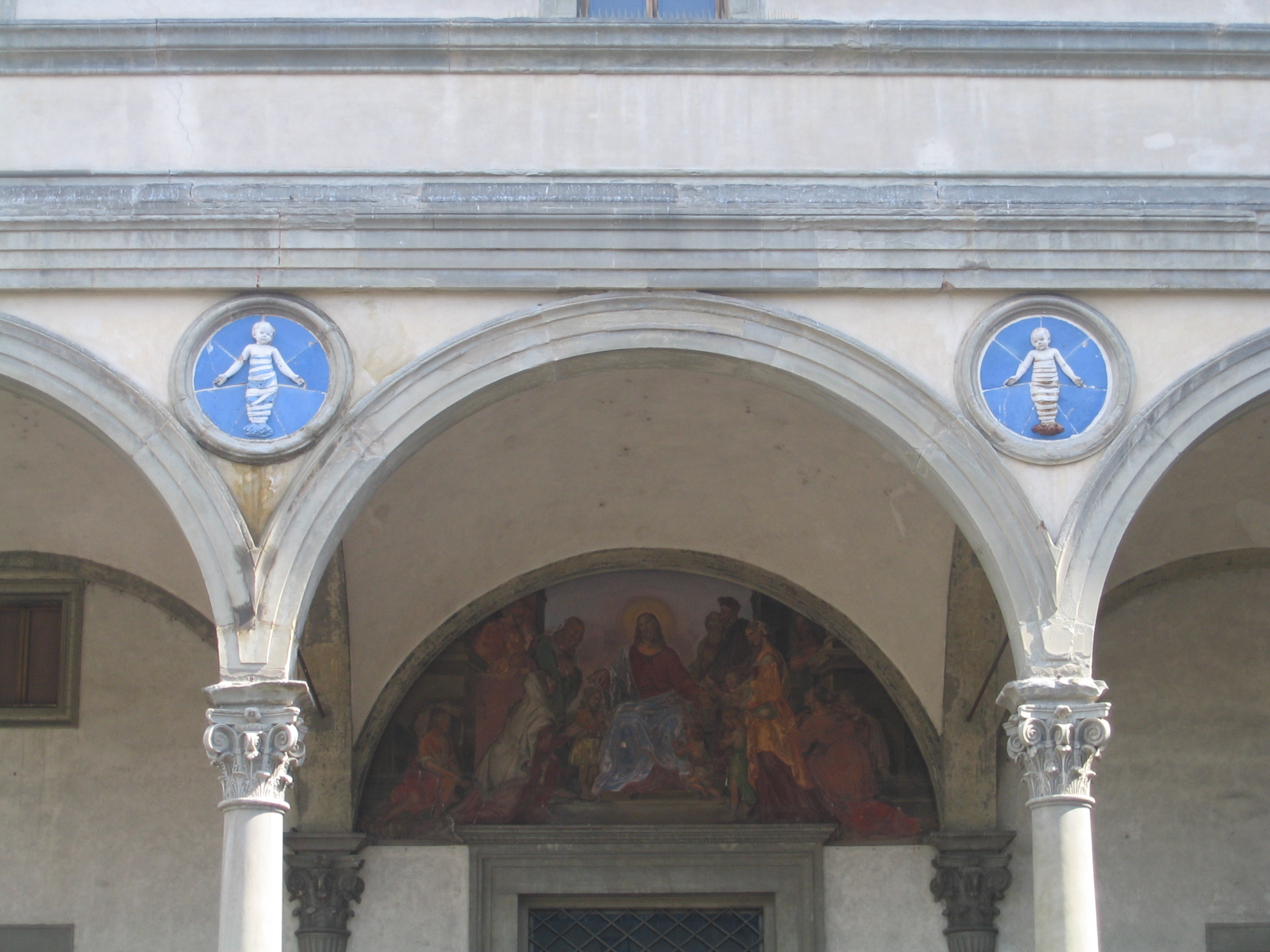
O módulo do pórtico, com os tondos de Andrea della Robbia, adicionados em 1487.

Além disso, para economizar dinheiro, foram escolhidos trabalhadores menos experientes, o que tornou necessário simplificar as técnicas de medição e construção. O módulo (10 braccia florentinas, aproximadamente 5,84 metros) definia a altura da base da coluna até ao pulvino, incluído o comprimento do pórtico, o diâmetro dos arcos e a altura do piso superior medida acima da cornija; meio módulo era também o raio das abobadas e a altura das janelass; o dobro do módulo tinha a altura do piso do pórtico até ao peitoril. O resultado, talvez inesperado para o próprio Brunelleschi, foi o de uma arquitectura extremamente clara, onde se pode captar espontaneamente o ritmo simples mas eficaz das estruturas arquitectónicas, como uma sucessão ideal, sob o pórtico, de cubos encimados por semiesferas inscritas no mesmo cubo.
O módulo calculado da forma tradicional (distância entre os eixos das colunas) deu a medida de onze braccia, que por sua vez foram utilizados como módulo no corpo central do Hospital e noutras arquiteturas de Brunelleschi como a Basílica de São Lourenço e Basílica do Espírito Santo.
Brunelleschi não se limitou a desenhar a fachada do edifício, mas estudou a sua função social, ligando a praça onde se encontra (Piazza della Santissima Annunziata) e o centro da cidade (a Catedral de Santa Maria del Fiore) através da actual Via dei Servi.

### A construção da cúpula (1420)
Os trabalhos de construção da cúpula iniciaram-se a 7 de agosto de 1420 e a Opera del Duomo dispôs expressamente que o modelo a seguir fosse o exposto por Brunelleschi na piazza Duomo, que se manteve visível a todos os cidadãos até 1431. A história da construção da cúpula, reconstruída com notável precisão graças à biografia de Manetti ampliada por Vasari, à documentação arquivada publicada no século XIX e aos resultados da observação direta da estrutura durante as obras de restauro iniciadas em 1978, assume o tom premente de uma aventura humana irrepetível, como uma espécie de mito moderno cujo único protagonista é o próprio Brunelleschi, com o seu génio, a sua tenacidade, a sua confiança racional. Brunelleschi teve de vencer as perplexidades, a crítica e as incertezas dos representantes da "Opera del Duomo" e fez todos os possíveis para fornecer explicações, modelos e relatórios sobre o seu projeto, que envolveu a construção de uma cobertura de calota dupla com passadiços no interstício e que podiam ser construídos sem cofragem, mas com andaimes autoportantes. Para quebrar este impasse, fez ainda uma demonstração prática de uma cúpula construída sem abóbada na capela Schiatta Ridolfi da igreja de San Jacopo sopr'Arno, hoje destruída. Os representantes convenceram-se finalmente, mas confiaram a tarefa a Brunelleschi apenas até à altura de 14 braccia, reservados e prudentes ao facto de só se a obra fosse entregue conforme prometido.
Ter Ghiberti por perto foi outro obstáculo a ser superado: Brunelleschi tentou então afastá-lo demonstrando a sua inaptidão: fingindo estar doente, deixou o seu colega sozinho para supervisionar a construção, até ser prontamente chamado de volta, uma vez reconhecida a incompetência do seu colega. Nesse momento, Filippo pôde exigir uma clara divisão de tarefas: era o responsável pela criação dos andaimes, Ghiberti pelas correntes; e novamente os erros técnicos de Ghiberti levaram Filippo a ser declarado governador-chefe de toda a fábrica. Em 1426, as atribuições foram confirmadas tanto para Brunelleschi como para Ghiberti, que seguiram o local da obra apenas marginalmente até 1433. Como prova disso, mantém-se a documentação sobre o tratamento salarial diferenciado dos dois, que variava entre cem florins anuais para Brunelleschi e apenas três para Ghiberti, inalterado em relação ao contrato inicial, para uma colaboração a tempo parcial.

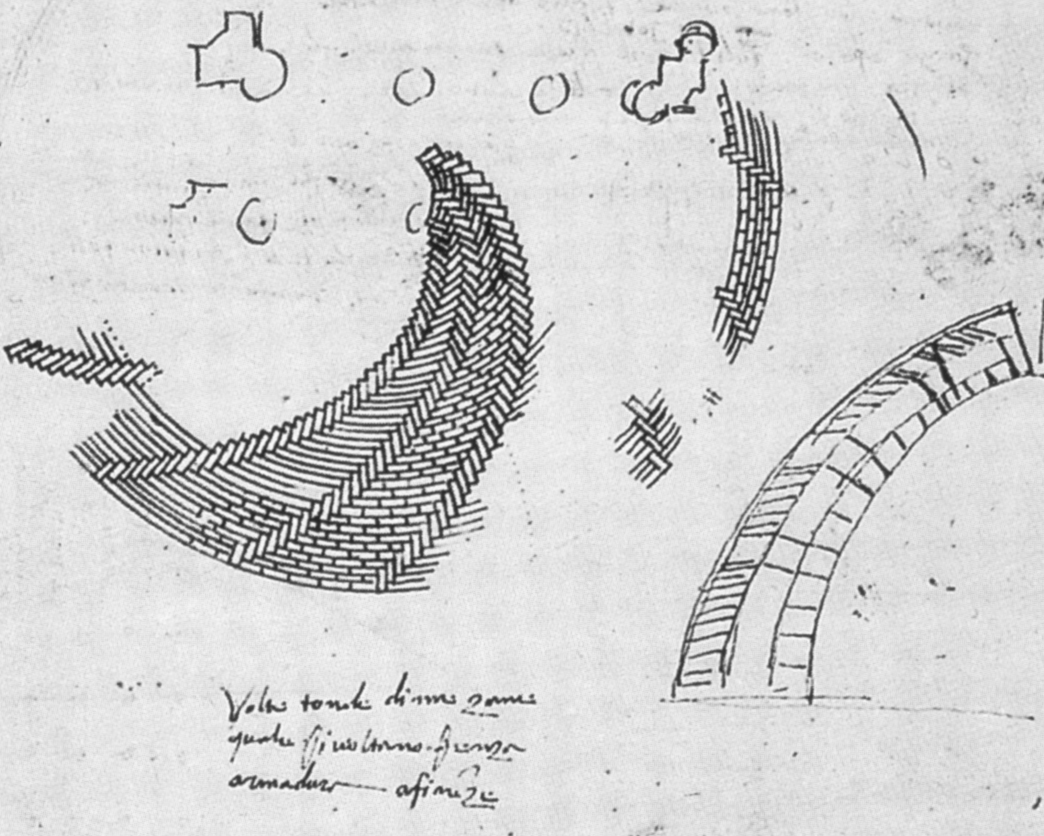
Antonio da Sangallo, o Velho, desenho para uma cúpula espinha de peixe

A Istruzione de 1420 e no Rapporto existem informações sobre a técnica de alvenaria da cúpula: em pedra até aos primeiros sete metros aproximadamente, depois em tijolo, composto com a técnica denominada "espinha de peixe", que implicava a inserção a intervalos regulares de tijolos ao comprido, murado entre tijolos colocados horizontalmente. Desta forma, as secções salientes dos tijolos “em pé” serviram de suporte para o anel seguinte. Esta técnica, que se desenvolve em espiral, já tinha sido utilizada em edifícios orientais anteriores, mas era uma técnica nova na zona florentina. 

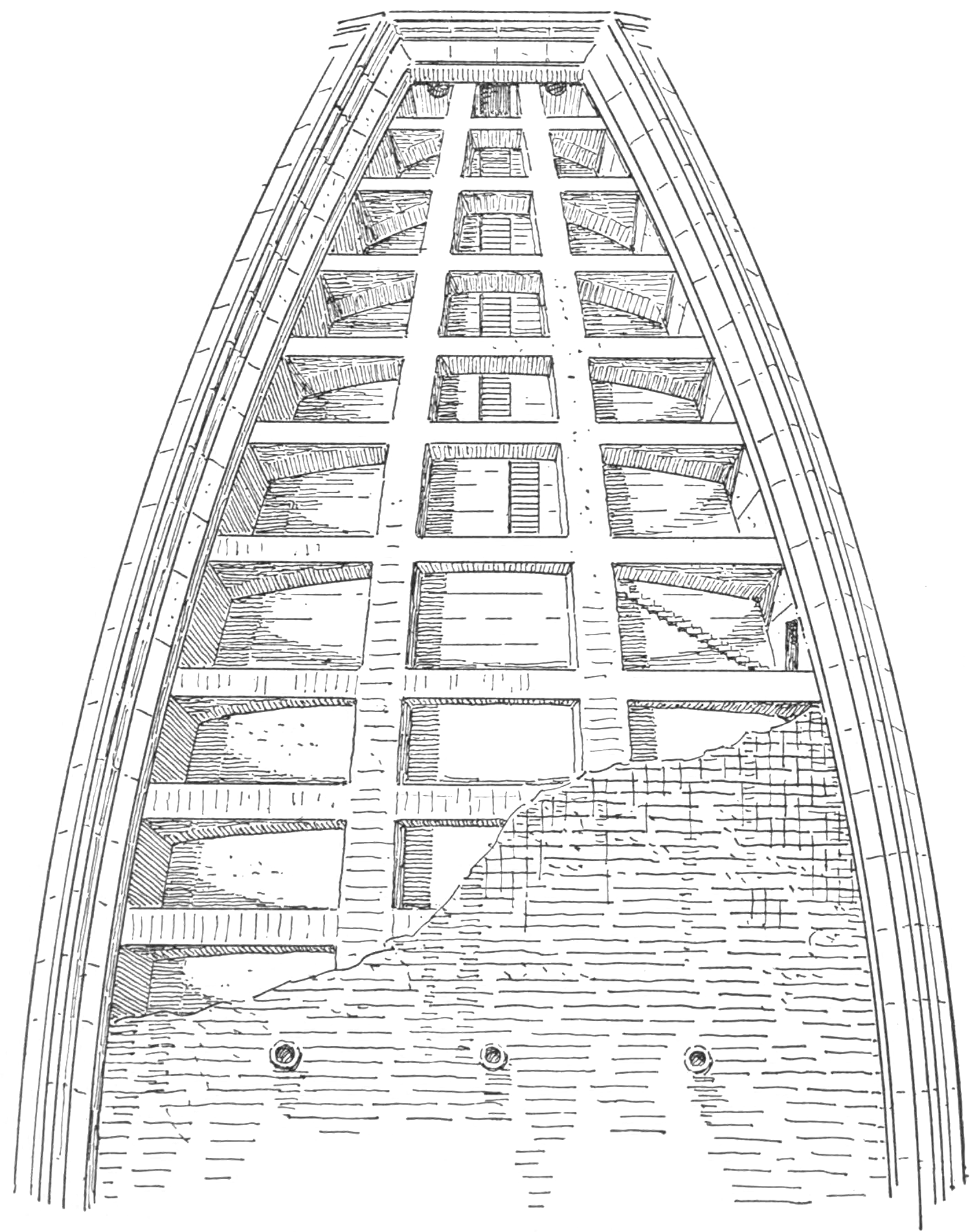
Corte de uma das oito faces que compõem a cúpula, mostrando as nervuras de ligação horizontais de perfil variável.

Brunelleschi utilizou para a cúpula uma forma de arco ogival, "mais magnífica e inflada", forçada por necessidades práticas e estéticas: na verdade as dimensões não permitiam o uso de uma forma semiesférica. Optou-se ainda pela dupla calota, ou seja, duas cúpulas, uma externa e outra interna. A maior altura do arco ogival compensou o desenvolvimento horizontal excepcional da nave, unificando todos os espaços da cúpula. Efeito semelhante pode ser visto a partir do interior, onde o gigantesco espaço da cúpula centraliza os espaços das capelas radiais, conduzindo o olhar para o ponto de fuga ideal no óculo da lanterna.
A cúpula externa era apoiada em vinte e quatro suportes colocados acima dos segmentos da interna e atravessados por um sistema de esporas horizontais que se assemelhavam a uma grelha de meridianos e paralelos. A cúpula exterior, feita de tijolos vermelhos intercalados com oito nervuras brancas, também protegia a construção da humidade e fazia com que a cúpula parecesse maior do que era. A cúpula interior, mais pequena e robusta, suporta o peso da exterior e, através dos apoios intermédios, permite-lhe desenvolver-se mais em altura. Finalmente, na cavidade existe um sistema de escadas que permite subir até ao topo. A cúpula - principalmente após a conclusão da lanterna, que com o seu peso consolidou ainda mais as ogivas - é portanto uma estrutura orgânica, onde os elementos individuais dão força uns aos outros, convertendo também pesos potencialmente negativos em forças que aumentam a coesão, logo positivas. As nervuras são desprovidas de ornamentação decorativa e, ao contrário da arquitetura gótica, o complexo jogo estático que suporta o edifício está escondido, em vez de ser claramente exibido.

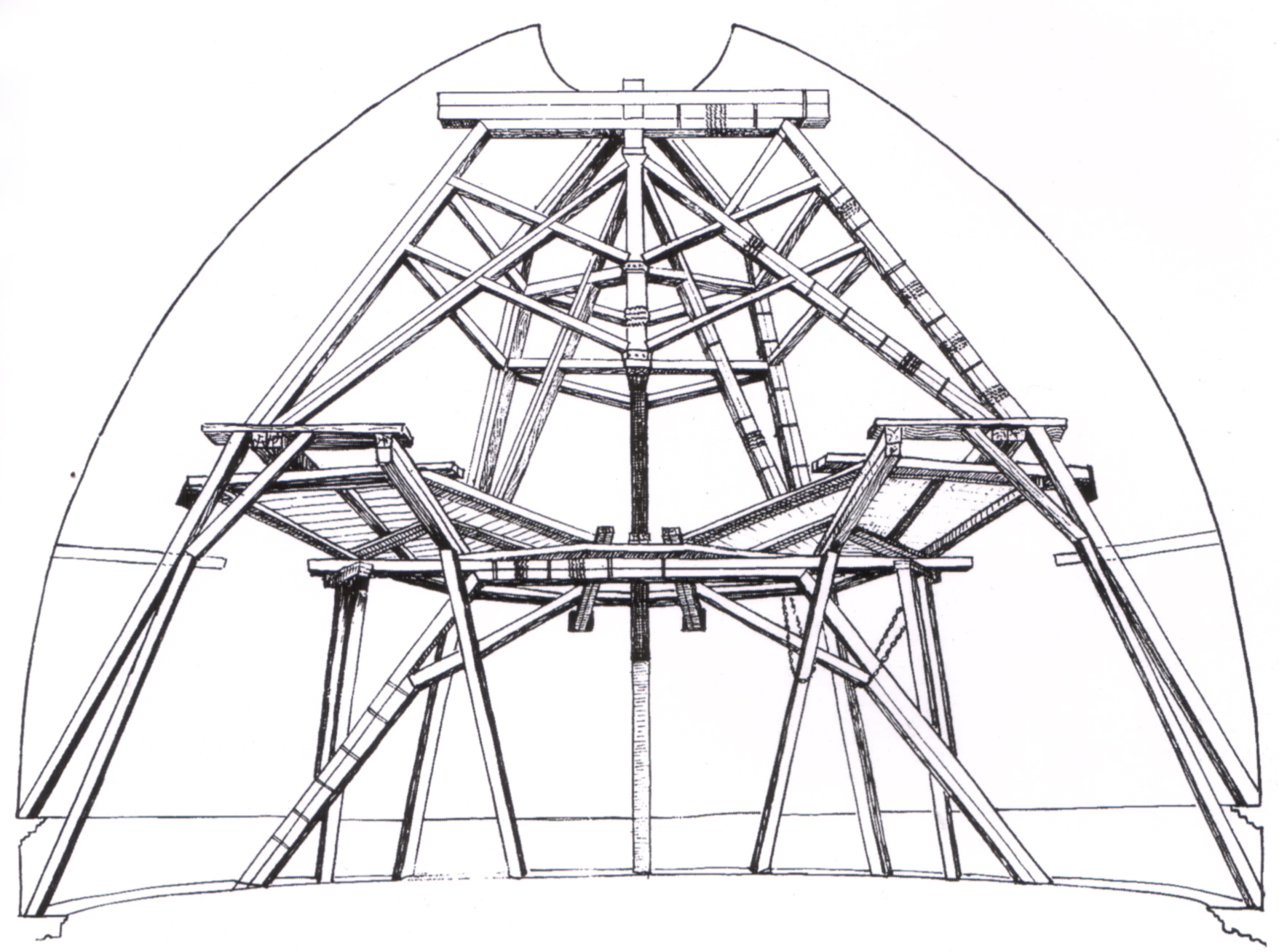
Reconstrução do andaime interno da cúpula de Brunelleschi (segunda metade do séc. XVII, gabinete de desenhos e gravuras, atribuído a Giovan Battista Nelli).

Para construir a dupla calota, Brunelleschi desenvolveu um andaime aéreo que foi gradualmente elevado, a partir de uma plataforma de madeira montada à altura do tambor e fixada através de argolas inseridas na cachotaria. No início da obra, onde a parede da cúpula era quase vertical, o andaime era suportado por vigas inseridas na parede, enquanto no último troço, em que a cúpula se curvava até convergir para o centro, Brunelleschi desenhou uma estrutura suspensa no vazio no centro da cúpula, talvez suportada por longas vigas em plataformas situadas em níveis inferiores, onde também se encontravam os depósitos de materiais e ferramentas.
Brunelleschi inovou também nas tecnologias de elevação dos pesados blocos de tijolos, aplicando aos guinchos e roldanas do período gótico um sistema de multiplicadores derivados dos utilizados no fabrico de relógios, capazes de aumentar a eficácia da sua força. Um par de cavalos amarrados a uma haste vertical dava origem a um movimento circular ascendente, que era depois transmitido a uma haste horizontal a partir da qual eram enroladas e desenroladas as cordas que suportavam as roldanas com as cargas. Para melhorar as condições de trabalho, Brunelleschi preparou também um sistema de iluminação para as escadas e os caminhos, a vários níveis, entre a carcaça interna e externa da cúpula e com pontos de apoio em ferro.
Foram previstos pontos de sustentação para os andaimes nececessários para uma eventual decoração pictórica ou em mosaico das coberturas interiores, enquanto para o exterior foi concebido um sistema de drenagem pluvial bem como um sistema de "buracos e vários espaços abertos, para que os ventos se dissipassem, e os vapores, juntamente com os terramotos, não pudessem danificar a estrutura", isto segundo o que escreve Vasari.
Cada face da cúpula foi confiada a uma equipa diferente de construtores liderada por um mestre de obras, para que procedesse com uniformidade em cada lado. Quando a construção atingiu alturas muito elevadas, Brunelleschi instalou também uma área de descanso no andaime, para que os trabalhadores pudessem fazer uma pausa para o almoço sem perder tempo a descer e a subir novamente.
Brunelleschi teve também de saber gerir com cautela à insubordinação, como a greve do pedreiro florentino que exigia melhores condições de trabalho, às quais respondeu contratando trabalhadores Lombardos, mais submissos e habituados a trabalhar em grandes obras das catedrais do norte, deixando os florentinos sem trabalho até pedirem para serem novamente contratados e terem de aceitar um salário mais baixo. Brunelleschi estava constantemente ao serviço e era responsável por tudo, desde o design de guinchos, roldanas e máquinas, à escolha dos materiais nas pedreiras, desde o controlo dos tijolos aos fornos, até ao design de navios de transporte, como o patenteado em 1438 com propulsão com hélices de ar e água, mas que perdeu desastrosamente parte da sua carga enquanto navegava o rio Arno, perto de Empoli..
O seu proverbial desinteresse em ajudar o próximo levou-o também ao facto de, em 1434, por se recusar a aderir à Guilda dos Mestres da Pedra e da Madeira, ter sido preso até ser libertado por intercessão da Opera del Duomo. Para a construção das duas cúpulas, a interior e a exterior, foram utilizados 4 milhões de tijolos de 55 formatos e tamanhos diferentes e continua a ser a maior cúpula de tijolos do mundo.

Embora não existam testemunhos diretos dos projetos de Brunelleschi para as máquinas que idealizou, existem inúmeras cópias baseadas em projetos de Mariano di Jacopo conhecido por Taccola, de Bonaccorso Ghiberti, Francesco di Giorgio, Giuliano de Sangallo e Leonardo da Vinci.

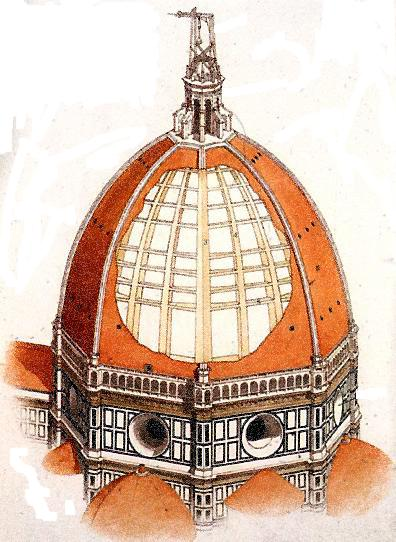
O sistema de suportes e esporas entre as duas calotas
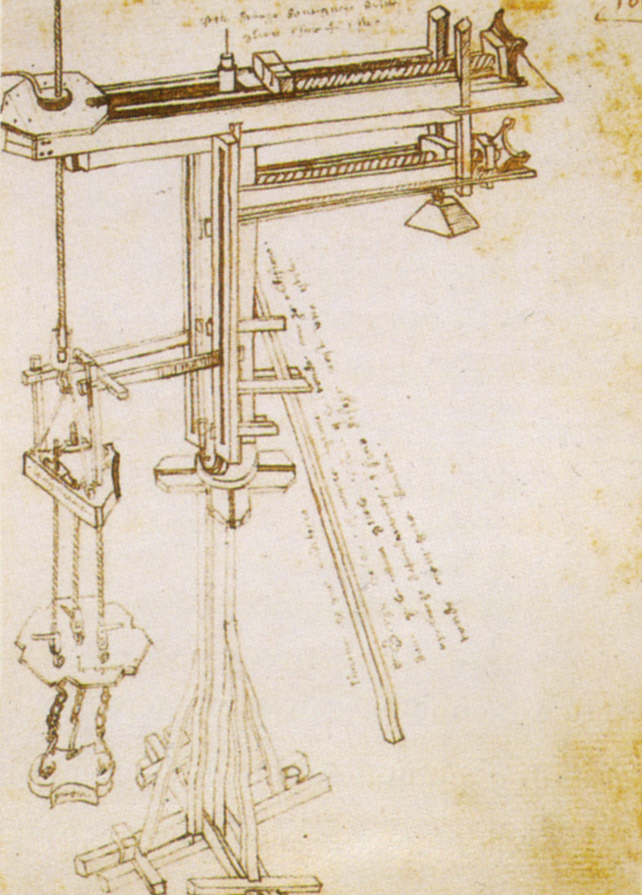
Vista dum guindaste de Brunelleschi por Bonaccorso Ghiberti (post 1446, BNCF, B.R. 228, c. 106r)
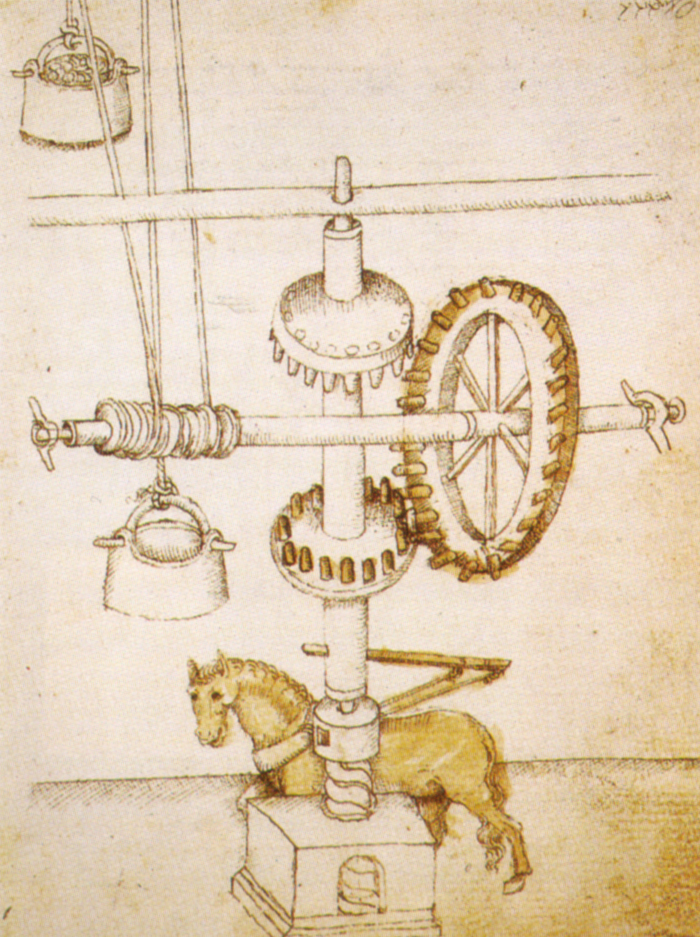
Mariano di Jacopo alcunhado il Taccola, Vista geral do guindaste de Brunelleschi (primeira metade do século XV; BNCF, Sra. Palatino 776, c. 10r)
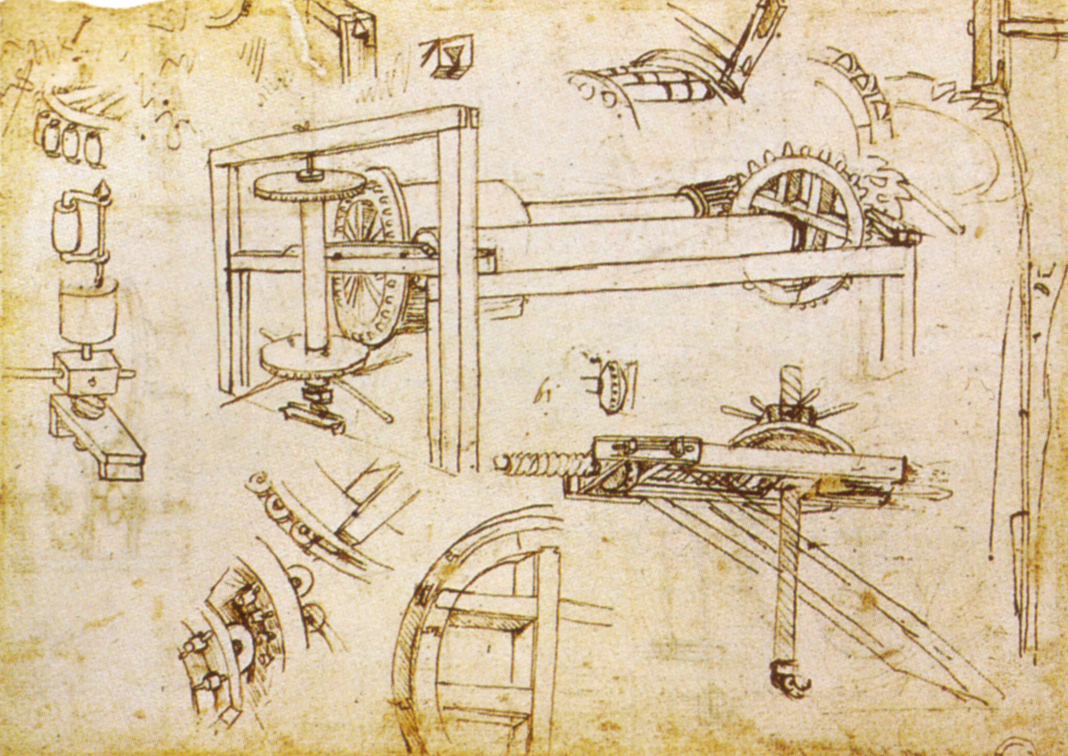
Guincho de três velocidades de Brunelleschi, por Leonardo da Vinci (cerca de 1480, Biblioteca Ambrosiana, CA)
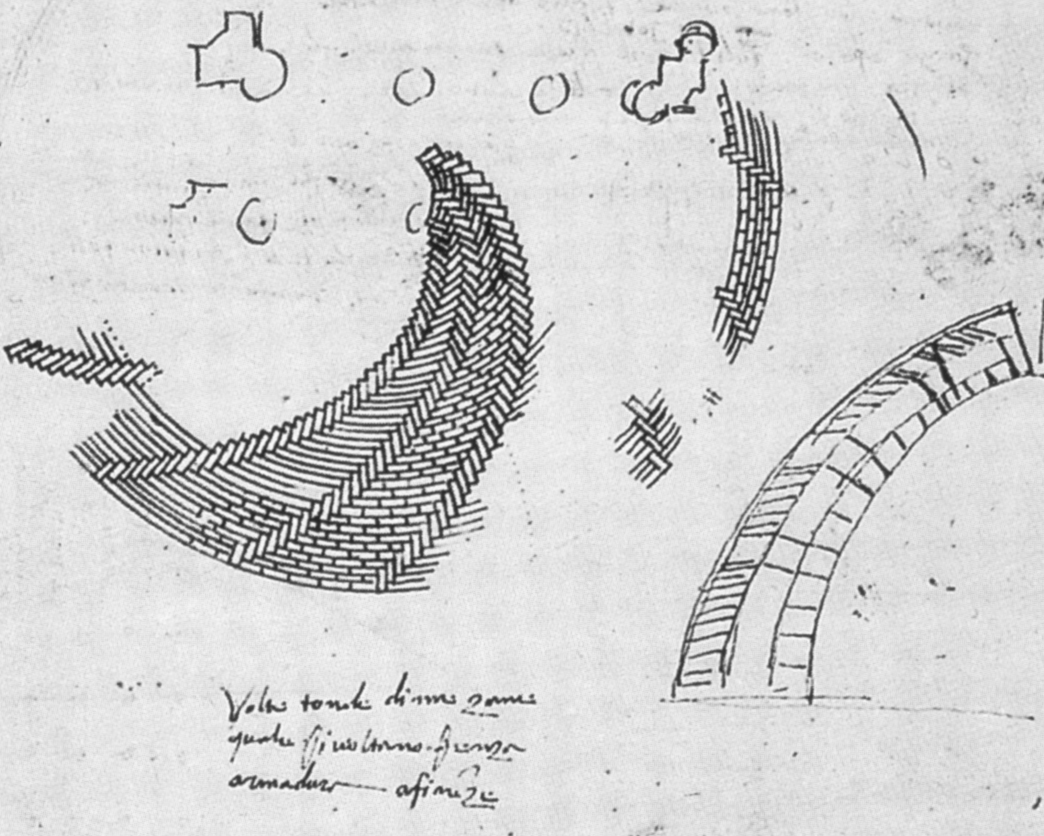
Antonio da Sangallo o Vello, desenho para uma cúpula de espinha de peixe.
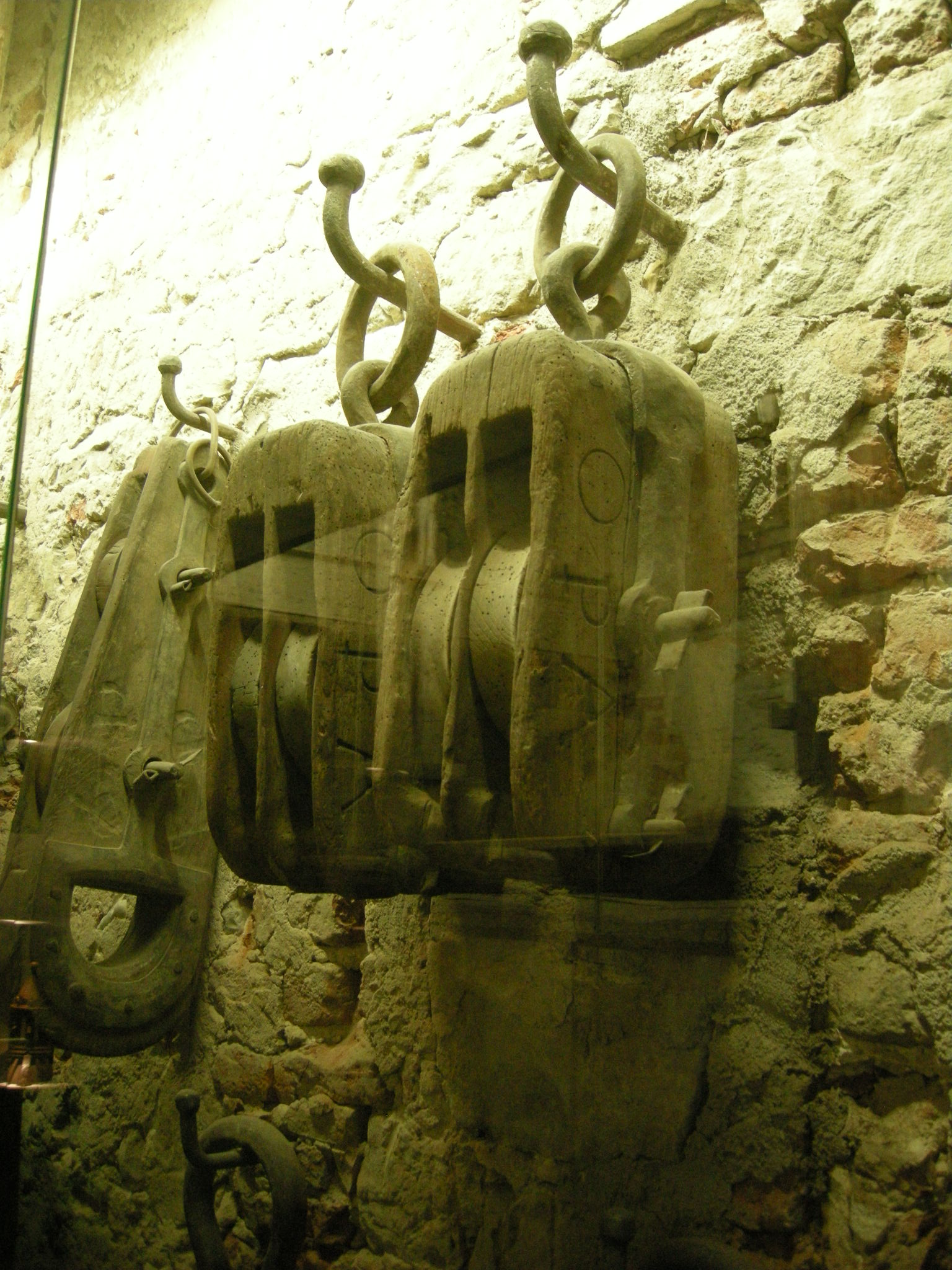
Polias usadas na construção da cúpula, Museo dell'Opera di Santa Maria del Fiore, Florença

### Capela Barbadori (1420)
Em 1420, Brunelleschi criou a Capela Barbadori, para os Capponi, na Igreja de Santa Felicita em Florença. Com a destruição da capela Ridolfi em San Jacopo sopr'Arno, esta capela, apesar das importantes modificações posteriores, é a obra mais antiga deste tipo construída por Brunelleschi que se conserva. É também uma das primeiras etapas do percurso de reflexão do grande arquitecto sobre o tema dos edifícios de planta central.
A cúpula hemisférica, posteriormente destruída e reconstruída, assentava num ambiente cúbico, unido a quatro pendículos entre os arcos de meio ponto das paredes; em cada um deles havia um óculo cego, onde hoje se encontram os quatro tondos da mesa do “Evangelista” como de Pontormo e Bronzino. Inovador também foi o uso de semicolunas duplas jónica nos cantos, em vez dos tradicionais pilares góticos; nos lados exteriores assentam sobre pilares de canto coríntios. A planta, que propunha isoladamente o modelo do troço do pórtico do Hospital dos Inocentes, foi novamente proposto com algumas variações na Vella Sancristia e a Capela Pazzi . 

### Palagio da parte Guelfa (1420)

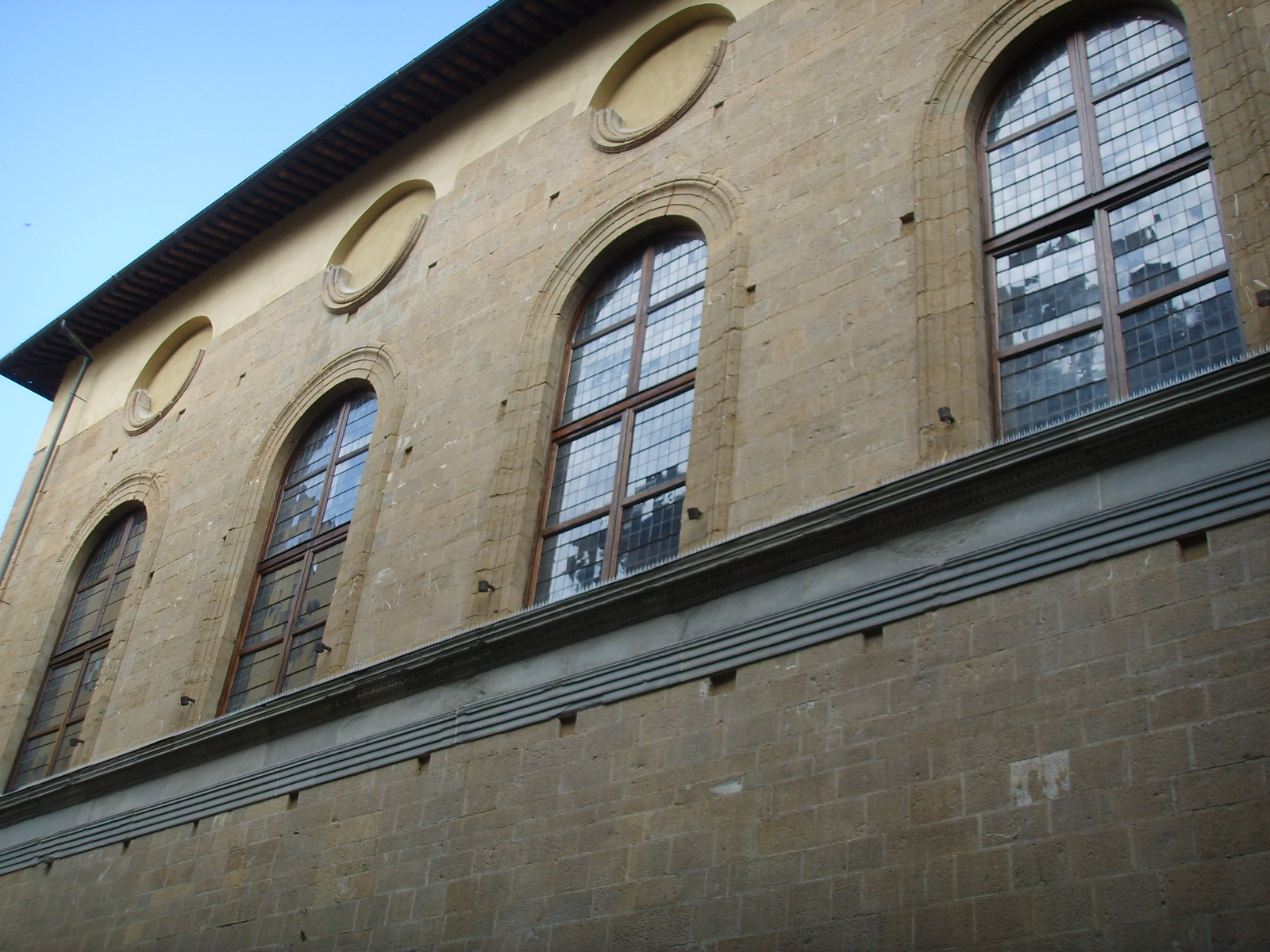
Palagio di parte Guefa, desenhado por Brunelleschi.

Ainda em 1420, Filippo fez algumas intervenções no Palagio di Parte Guelfa. Este é um dos poucos casos de arquitetura civil em que Brunelleschi certamente trabalhou como está documentado. A intervenção, inacabada e muitas vezes ao longo dos séculos, insere-se numa requalificação do palácio. Brunelleschi projetou uma nova sala de reuniões no primeiro andar com alguns escritórios anexos, sobre uma estrutura abobadada século XIV no rés-do-chão. Também neste caso, Brunelleschi inspirou-se em edifícios da tradição arquitetónica medieval florentina, como a Orsanmichele, mas reelaborou-os para alcançar novas soluções. A parede exterior , em pietraforte, é lisa e marcada por arcos semicirculares encimados por grandes janelas cegas que, talvez, nos desenhos originais fossem abertas para a sala. As molduras em torno destes elementos são graduadas em perspectiva, concebidas para uma visão "escalonada"; ou seja, inclinado devido à estrada estreita. A construção foi interrompida devido à guerra contra Lucca e Milão (1426-1431) e só foi retomada muito mais tarde por Francesco della Luna e depois por Giorgio Vasari.
Outra obra de palácio civil atribuída a Brunelleschi é o pátio do Palácio Busini Bardi, o exemplo mais antigo de palácio florentino com esta abertura porticada nos quatro lados ao centro, retirada da arquitetura do romano domus.

### Antiga Sacristia (1421-1428)

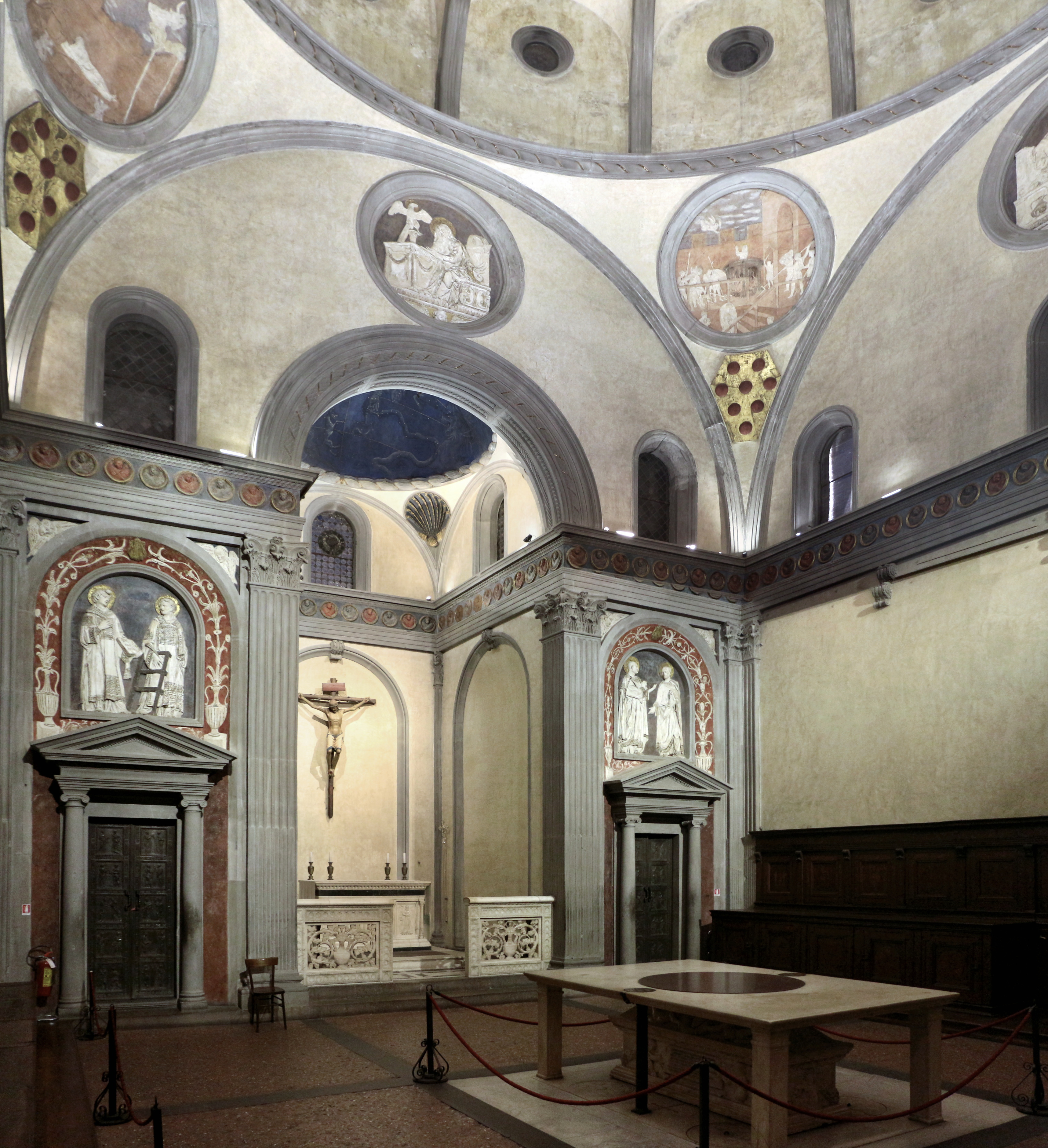
Interior da antiga sacristia da Basílica de San Lorenzo (Florença)

1420 data da ordem de Giovanni di Bicci de Medici para Brunelleschi construir o que, na época, se designava por antiga sacristia da San Lourenzo bem como uma capela familiar adjacente no lado esquerdo do transepto da basílica. Brunelleschi trabalhou nela entre 1421 e 1428 e foi a única obra arquitetónica que o arquiteto concluiu completamente. A sacristia, concebida como ambiente independente, embora comunicante com a igreja, é constituída por uma sala principal de planta quadrada, com uma pequena abside também de base quadrada no lado sul, cuja lateral mede 1/3 da sala principal. e é ladeado por duas pequenas salas de serviço, com abóbadas de berço, uma das primeiras aplicações deste tipo de telhado em arquitetura renascentista.
A sala principal possui o módulo do lado da base igual a 20 braços florentinos. A cobertura é uma cúpula "guarda-chuva", ou seja, dividida em segmentos nervurados, na base de cada um dos quais existe um óculo que, juntamente com a lanterna, garante a iluminação interna. A abside é composta da mesma forma, com cúpula própria, mas semiesférica e cega, com decoração fresco, enquanto as suas laterais são dilatadas por nichos. As paredes são marcadas por grandes arcos de volta-perfeita, que nas zonas abaixo da cúpula formam quatro abóbadas nos cantos, onde posteriormente se encontram os medalhões de Donatello e os brasões dos Medici. Na altura da imposta linha dos arcos corre um envoltório em pietra serena com a parte central policromada e decorada com tondos com querubins; percorre todo o perímetro, incluindo a abside. Nos cantos encontram-se pilastras caneladas de ordem coríntia.
Ainda nesta obra, Brunelleschi inspirou-se em elementos da arquitetura medieval toscana, regularizando-os e reelaborando-os com soluções retiradas da arte clássica romana com um resultado de grande originalidade. Por exemplo, a abóbada cruzada já estava presente na arquitetura gótica, mas a utilização do arco semicircular é inovadora. A mistura de linhas retas e círculos é também característica do românico toscano, como por exemplo nas incrustações de mármore na fachada da San Miniato al Monte Comparativamente à arquitectura medieval, porém, Brunelleschi utilizou um método mais racional e rigoroso, estudando o módulo do círculo inscrito no quadrado, que se repete na planta e no alçado.

### Basílica de São Lourenço (de 1421)

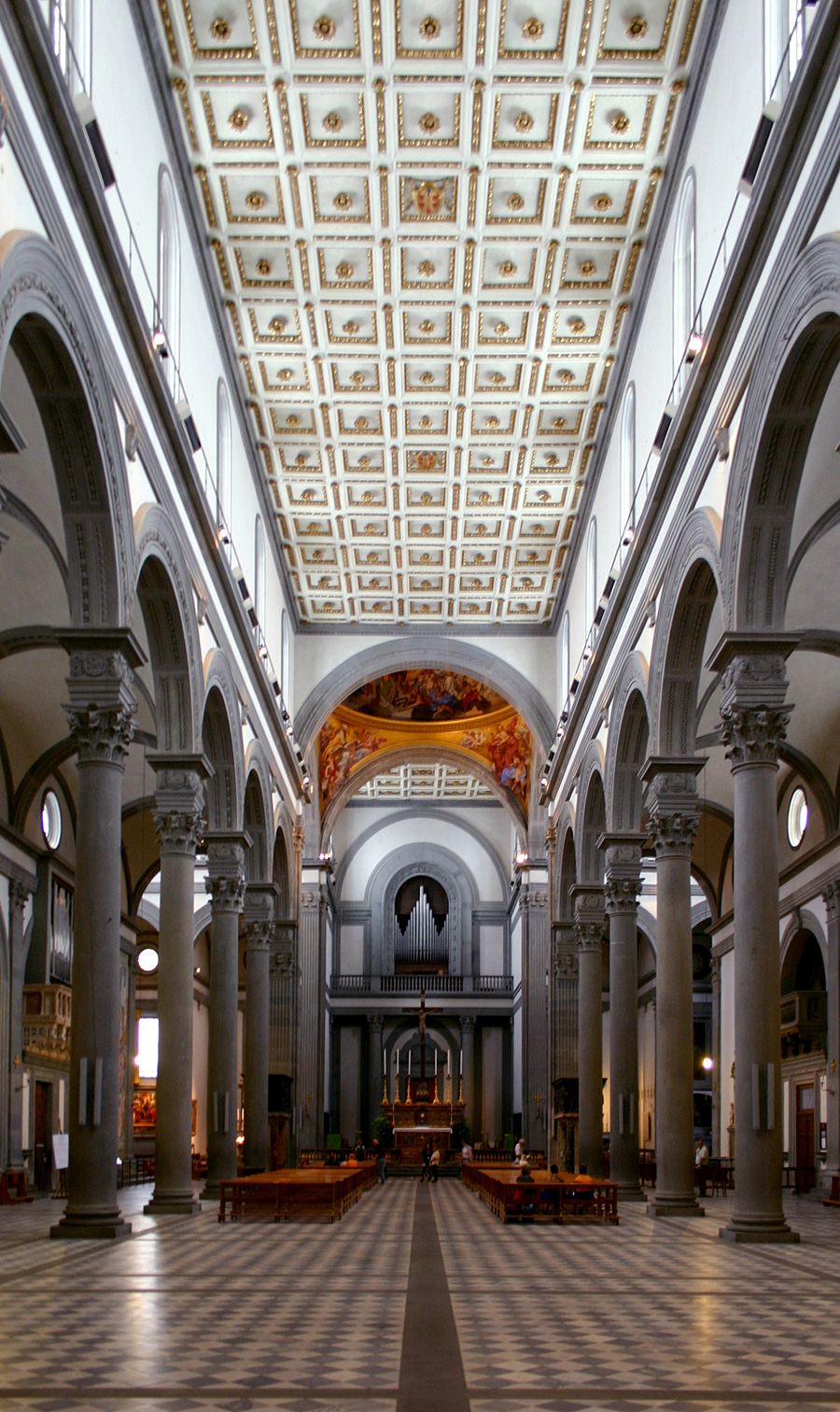
Interior da Basílica de San Lorenzo.

Não há documentação sobre a data exata em que Brunelleschi começou a trabalhar na Basílica de São Lourenço, mas pensa-se que foi depois de 1421. Esta dedução baseia-se no facto de ter sido em 1418 que se iniciou a ampliação da igreja românica porque o prior, Matteo Dolfini, obteve autorização da Signoria para demolir algumas casas para ampliar o transepto da igreja e, em 10 de agosto de 1421, foi realizada uma cerimónia solene para abençoar o início das obras. Entre os financiadores estava o próprio Giovanni di Bicci de Medici que provavelmente propôs o nome do arquiteto que já trabalhava na sua capela. A reconstrução de toda a igreja foi um projecto que teve de amadurecer mais tarde, provavelmente depois de 1421, quando Dolfini morreu. Assim, o início da intervenção brunelleschiana é geralmente atribuída a partir desse ano.
O traçado da igreja, tal como acontece noutras obras de Brunelleschi, é inspirado noutros edifícios da tradição medieval florentina, como a Santa Cruz, Santa Maria Novella ou a Basílica da Santíssima Trindade, mas a partir destes modelos Brunelleschi criou algo mais rigoroso, com resultados revolucionários. A inovação fundamental reside na organização dos espaços ao longo do eixo mediano através da aplicação de um módulo regular (tanto em planta como em alçado), correspondente à dimensão de uma secção quadrada, com base em 11 braccia florentinas, iguais aos do Hospital dos Inocentes. A utilização do módulo regular, com a consequente repetição rítmica das estruturas arquitectónicas, define uma escansão perspéctica de grande clareza e sugestividade, especialmente nas duas naves laterais, que se assemelham a uma dupla loggia simétrica do Hospital, aplicado pela primeira vez no interior de uma igreja: também aqui, de facto, a utilização da secção quadrada e da abóbada cruzada cria a sensação de um espaço marcado como uma série regular de cubos imaginários encimados por semiesferas. As paredes laterais estão decoradas com pilastras que enquadram os arcos semicirculares das capelas. Estes últimos, porém, não são proporcionais ao módulo e são considerados uma manipulação do projecto original de Brunelleschi, provavelmente implementado após a sua morte (1446). Além disso, a racionalidade do traçado não encontra contrapartida igualmente lúcida no transepto, pois aqui Brunelleschi teve provavelmente de se adaptar aos alicerces já iniciados pelo anterior Dolfini.
Apesar das alterações, a basílica ainda transmite um sentido de concepção racional do espaço, sublinhada pelos elementos de suporte em pietra serena, que se destacam contra o gesso branco no mais reconhecível estilo de Brunelleschi. O interior é extremamente luminoso, graças ao conjunto de janelas que atravessam a claristia. As colunas possuem capitéis coríntios com pulvino, como no Hospital dos Inocentes, enquanto o teto da nave central é plano, decorado com casetons.

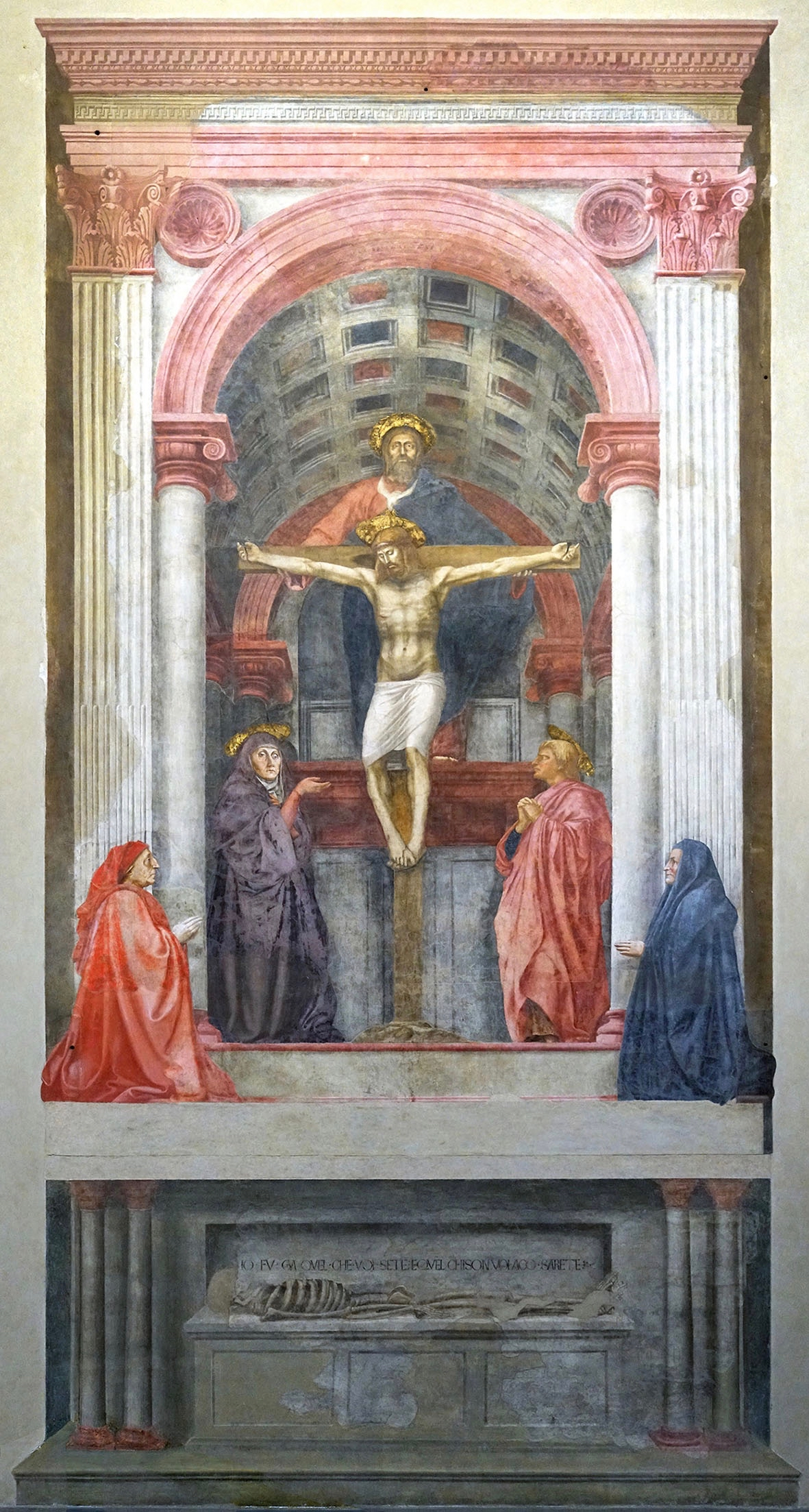
A Trindade; pintura mural a fresco de Masaccio.

### A Trindade e as fortificações (1424-1425)
A alegada colaboração de Brunelleschi com Masaccio na construção em perspectiva do famoso fresco da Trindade em Santa Maria Novella remonta a 1424. A organização espacial perfeita, que fez Vasari escrever “parece que aquela parede tem um buraco”, foi um exemplo da concepção de perspectiva formulada em Florença nesses anos e é tão precisa que alguns tentaram reproduzi-la tanto em planta como em alçado. Não há documentos ou menções à colaboração, mas o rigor do esquema levou vários autores a pensar que o grande arquitecto tinha pelo menos oferecido conselhos durante o projecto, existentes entre as duas boas relações, como demonstra o Livro de Antonio Billi e algumas menções a Vasari.
Também em 1424 Brunelleschi iniciou inspeções em Pisa como consultor nas fortificações, seguindo-se as muralhas de Lastra a Signa, Signa e Malmantile.
Em 1425 foi nomeado prior do Baptistério de San Giovanni em Florença. No registo predial de 1427, afirmou ser proprietário de uma casa no bairro e de um armazém de 1.415 florins no Monte di Firenze e 420 em Pisa. O mesmo ano foi consultado para a cimeira do Baptistério de Volterra.

### Capela Pazzi (1429)

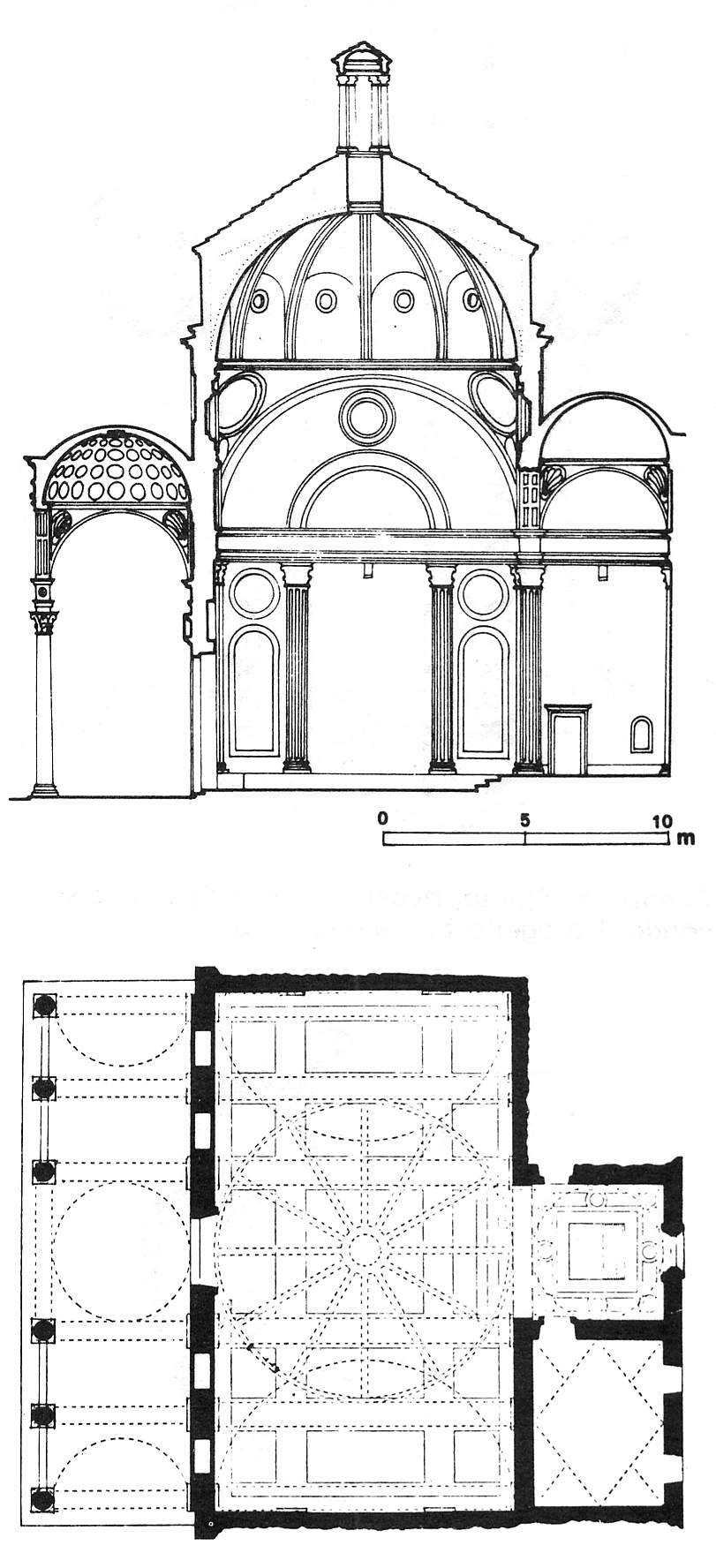
Planta e alçado da Capela Pazzi

Em 1429 os Franciscanos de Santa Croce confiaram a Brunelleschi a reconstrução da sala capitular no claustro, que mais tarde se tornou a Capela Pazzi, financiada por Andrea de' Pazzi.
A primeira pedra foi colocada por volta de 1433 e as obras continuaram lentamente até à morte do arquiteto, sendo depois concluídas depois de 1470 por Giuliano da Maiano e outros. Com um prazo tão alargado para a conclusão da obra, foi sempre um problema definir com precisão o que foi atribuído a Brunelleschi e o que foi fruto do trabalho dos seus seguidores; uma parte dos críticos de hoje tende a reconhecer o grande arquiteto pelo menos pelo projeto em todas as linhas essenciais, tanto da estrutura interna como externa, incluindo, mas com maiores das reservas, o pórtico, que representaria a única fachada brunelleschiana.
O esquema geral, tal como acontece com outras obras de Brunelleschi, é inspirado num precedente medieval, neste caso a sala capitular de Santa Maria Novella (a Capela Espanhola), com uma sala principal de planta retangular e scarsella.
O interior é muito essencial e baseia-se, tal como na Sacristia Velha, no módulo de 20 braccia florentinas (aproximadamente 11,66 metros), que é a medida da largura da área central, da altura das paredes internas e do diâmetro da cúpula, de modo a ter um cubo imaginário encimado por uma semiesfera. A esta estrutura foram acrescentados os dois braços laterais (cobertos por uma abóbada de berço), cada um com um quinto do lado do cubo central, e a abside do altar (com uma pequena cúpula), com outro quinto de largura, igual ao arco de entrada. A principal diferença em relação à planta da Sacristia Velha é, portanto, a base retangular, que talvez tenha sido influenciada pela disposição dos edifícios circundantes preexistentes.

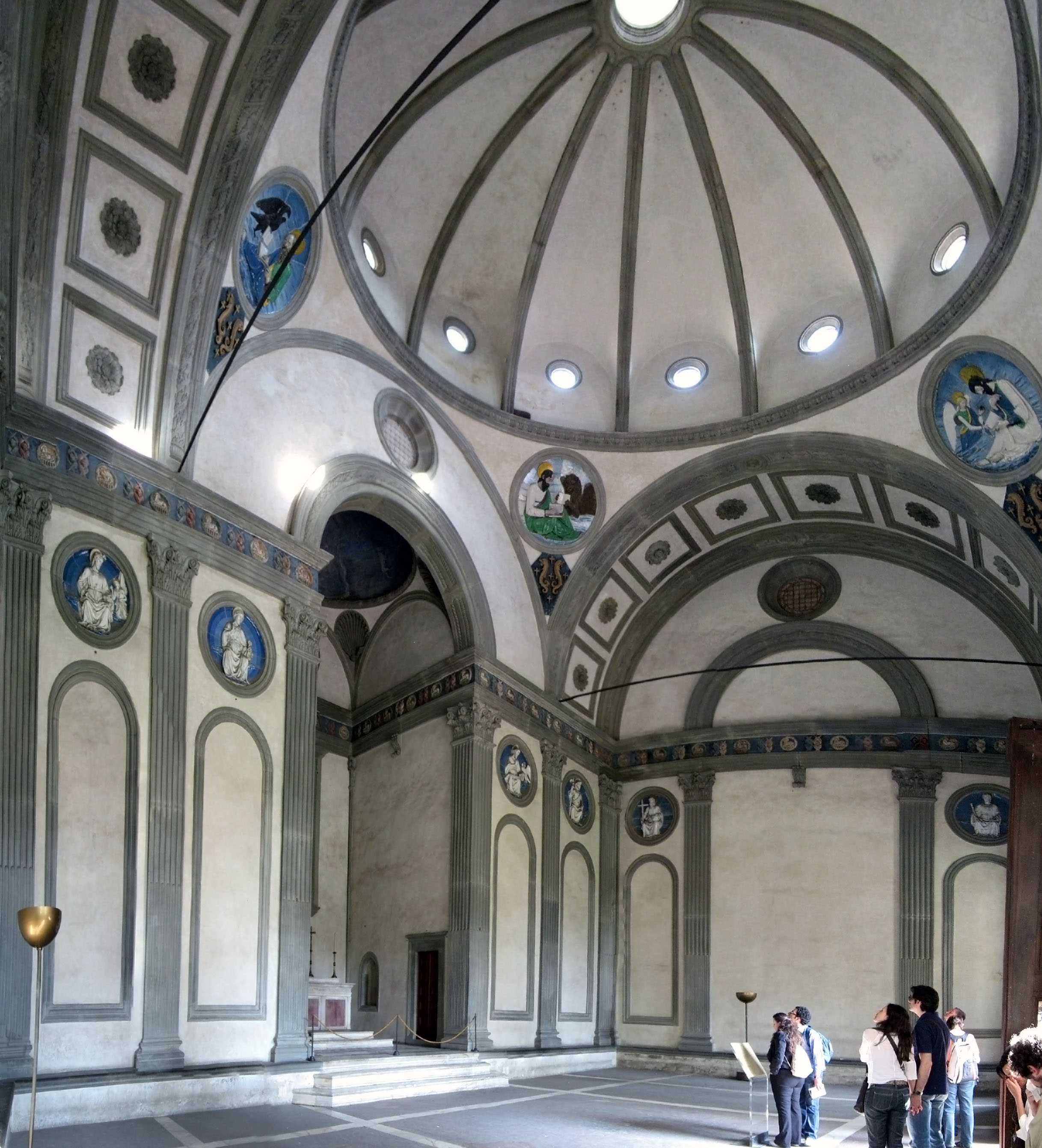
Interior da Cappella dei Pazzi

Um banco em pietra serena percorre o perímetro e foi construído para permitir que a capela fosse utilizada como local de reunião para os frades. Do banco partem as pilastras coríntias, também em pietra serena, que marcam o espaço e se ligam à estrutura superior; graças ao expediente do banco que funciona como pedestal, estão à mesma altura que os da pequena capela, elevados alguns degraus. A abertura em arco acima do espaço do altar é também reproduzida nas outras paredes, assim como o perfil da janela redonda na parede de acesso, criando um puro ritmo geométrico. A cúpula de vela hemisférica é marcada por finas nervuras elevadas e a luz enche a capela a partir da lanterna e das pequenas janelas dispostas no tambor. O cinzento profundo e homogéneo da pedra destaca-se sobre o fundo de gesso branco, no estilo mais típico do grande arquiteto florentino.
A decoração plástica está estritamente subordinada à arquitectura, como na Sacristia Velha: as paredes albergam doze grandes medalhões de terracota vidrada com os Apóstolos, entre as melhores criações de Luca della Robbia; mais acima está o friso, sempre com o tema dos Querubins e do Cordeiro. Nas velas da cúpula, outros 4 medalhões policromados, também em terracota, representando os Evangelistas, são atribuídos a Andrea della Robbia ou ao próprio Brunelleschi, que terá supervisionado o projeto antes de confiar a produção à oficina Della Robbia: nestas obras, na escolha do artista, pode-se perceber a polémica de Brunelleschi contra as decorações demasiado expressivas de Donatello na Antiga Sacristia, com quem efetivamente interrompe u a até então profícua colaboração.
Segundo Brunelleschi, era preferível não colocar a peça de altar (retábulos pintados ou esculpidos) nos altares, preferindo utilizar apenas vitrais nas paredes. Os dois vitrais da abside completam o ciclo iconográfico dos medalhões e foram criados com base num projecto de Alesso Baldovinetti: representam o Santo André (o rectangular) e o Pai Eterno (no óculo), que está em correspondência directa com o medalhão do Santo André na porta de entrada do pórtico.

### A guerra contra Lucca (1430-1431)
Em 1430, Brunelleschi, Donatello, Michelozzo e Ghiberti estiveram envolvidos nas obras defensivas do acampamento florentino durante a guerra contra Lucca. Brunelleschi chegou ao campo de batalha a 5 de março, quando os florentinos iniciaram o cerco à cidade. Filipe idealizou uma forma de desviar o Serchio e inundar a cidade, e de Abril a Junho trabalhou num complexo sistema de comportas a norte, coordenado por um sistema de diques nos outros lados. Este empreendimento no entanto foi um fracasso e a água invadiu o acampamento florentino, anulando o cerco.
Após o seu regresso, dedicou-se a continuar os trabalhos na cúpula de Santa Maria del Fiore. Em 1431 foi contratado para preparar o altar de San Zanobi e criar uma cripta, nunca construída, na Catedral de Florença.

### Viagens e regresso (1432-1434)
Em 1430 foi consultado para o tibório da catedral de Milão. Em 1432 fez uma viagem a Ferrara como convidado de Nicolau III d'Este e posteriormente mudou-se para Mântua através de Giovan Francesco Gonzaga, onde foi consultado sobre questões hidráulicas relacionadas com o curso do rio Pó. Das obras realizadas nas duas cidades restam poucos ou nenhuns vestígios. Visitou também Rimini para várias consultas com Sigismondo Pandolfo Malatesta, na renovação do Castelo Sismondo.
De regresso a Florença, foi contratado para esculpir uma pia para a Sacristia das Missas da Duomo, que foi então executada por Buggiano, o seu filho adotivo de 1419. O quase naufrágio do seu "badalone", o navio movido a hélice que ele tinha patenteado para transportar materiais no rio Arno, levou à revogação da licença de navegação do navio.
Em 1433 Brunelleschi conheceu Mariano di Jacopo, conhecido por Taccola, um inventor de aparelhos e máquinas que ficou fascinado pelas gruas e guinchos concebidos para o estaleiro da cúpula, tanto que relatou no seu tratado De ingeniis uma "entrevista" com o próprio Brunelleschi. No mesmo ano, o arquiteto foi a Roma para um estudo mais aprofundado da antiguidade clássica: em particular, os seus interesses estavam focados no estudo de edifícios com uma planta central.
Em 1434 foi preso por não pagar a quota de filiação na Arte dos Mestres da Pedra e da Madeira, mas foi libertado graças à intervenção da Ópera do Duomo. O seu filho adoptivo, il Buggiano, tinha fugido para Nápoles com o seu dinheiro e jóias, mas graças à intervenção do Papa Eugénio IV retornou a Florença.

### A Rotonda degli Angeli (de 1434)

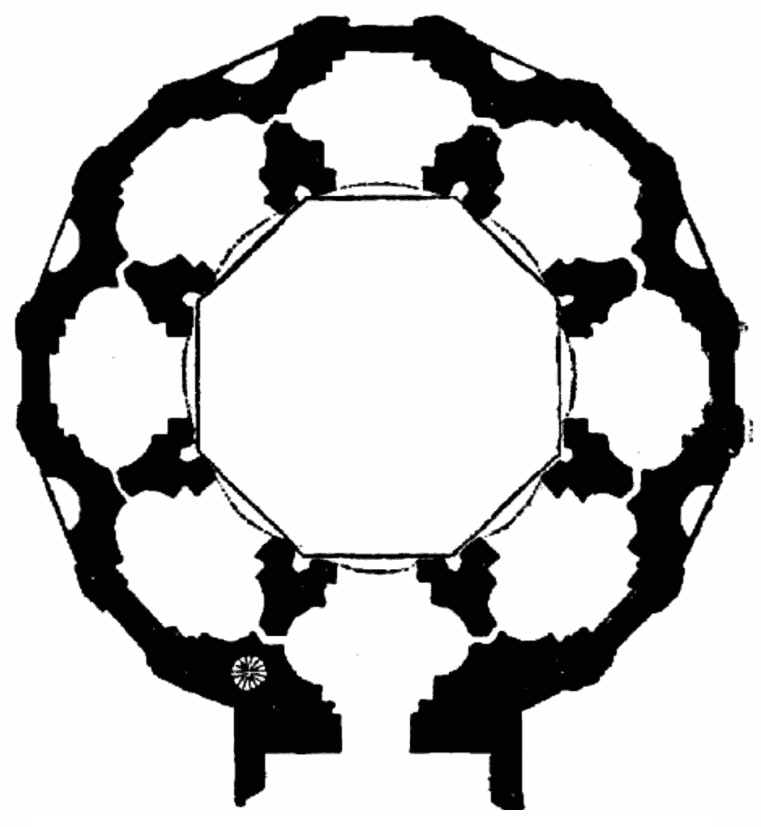
Planta da Rotonda degli Angeli

Uma vez livre, em 1434 Brunelleschi assinou o contrato para a construção da Rotonda de Santa Maria degli Angeli encomendada pela Arte di Calimala, onde trabalhou até 1436, deixando a obra inacabada.
O projeto baseou-se em modelos clássicos de planta central e incluiu uma planta octogonal no interior, rodeada por uma coroa de capelas que se comunicam entre si. O altar estava provavelmente localizado no centro, coberto por uma cúpula. Cada capela, de forma quadrada com dois nichos nas laterais que a fazem parecer elíptica, tinha uma parede plana virada para o exterior, enquanto nos espaços entre os pilares eram recortados nichos exteriores, talvez destinados a serem decorados com estátuas. Os nichos internos deveriam estar em comunicação entre si, de modo a gerar uma tendência circular do espaço.
As obras foram paradas após três anos de trabalho devido à guerra contra Lucca (1437) e não passaram dos sete metros de altura. O resto do edifício, deixado incompleto e vulgarmente conhecido pelo nome sinistro de "Castellaccio", foi construído apenas entre 1934 e 1940.

### Vicopisano e Pisa (1435)
Em 1435 a Opera del Duomo enviou-o a Vicopisano, para supervisionar a construção da fortaleza que ele próprio concebeu.
No mesmo ano, projetou o Portão Parlascio em Pisa e, regressado a Florença, dedicou-se à rotunda de Santa Maria degli Angeli.

### A inauguração do Domo (1436)

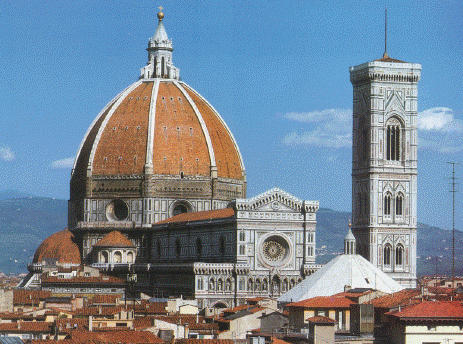
A cúpula de Santa Maria del Fiore

A 25 de Março de 1436, dia em que se iniciou o calendário florentino, Brunelleschi pôde finalmente assistir à inauguração solene da catedral de Santa Maria del Fiore, na presença do Papa Eugénio IV. Brunelleschi organizou o interior da igreja, derrubando o muro provisório entre as naves e a abside, onde se encontrava o estaleiro, removendo máquinas e materiais e mandando construir um coro temporário de madeira em redor do altar-mor, com doze estátuas dos Apóstolos.
A cúpula só ficou realmente concluída em agosto, quando no dia 31 o bispo de Fiesole Benozzo Federighi, em nome do arcebispo Giovanni Maria Vitelleschi, subiu ao topo da abóbada e colocou a última pedra, abençoando a grandiosa obra arquitetónica. Um banquete comemorativo teve lugar enquanto todos os sinos das igrejas da cidade soavam em comemoração.
A cúpula tornou-se um símbolo, não só religioso, mas também cívico, porque tal como redefiniu e reproporcionou o edifício subjacente, originalmente gótico, a cidade de Florença redesenhou e subjugou o território em redor. Do ponto de vista ideológico, tem sido frequentemente dito que a sombra da cúpula paira sobre todos os povos da Toscânia.

### A lanterna (de 1436)
Faltava construir a lanterna, para a qual Brunelleschi já tinha fornecido um projeto em 1432. Entretanto, a cúpula foi fechada por uma estrutura em forma de anel, colocada no ponto onde as duas calotas se tocavam, de modo a fechá-las e também a criar oito andares no topo.
No entanto, em 1436, após a inauguração da cúpula, em vez de iniciar imediatamente o projeto de Brunelleschi para a lanterna, foi anunciado um novo concurso, durante o qual Brunelleschi teve de se colocar novamente à prova, competindo, entre outros, com o seu colaborador Antonio Manetti e o seu rival de longa data Ghiberti. Em 31 de Dezembro de 1436, a comissão de julgamento, na qual também participou Cosimo de' Medici, aprovou o modelo de Filippo, construído em madeira pelo próprio Manetti.
Como é habitual, Brunelleschi organizou o canteiro de obras ao mais ínfimo pormenor, criando um guindaste giratório e um castelo de madeira como andaime. A construção propriamente dita começou apenas em 1446 e um mês depois Brunelleschi morreu, quando apenas a base tinha sido construída. A obra foi concluída por Andrea del Verrocchio em 1461, que também criou a bola dourada com uma cruz no topo (a esfera original desmoronou em 1601 e foi posteriormente reinstaurada).
A lanterna é um prisma de oito lados com contrafortes nos cantos e janelas altas nas laterais, coberto por um cone invertido e canelado. Em cada um dos cantos existe uma escada "a cerbotana volta" (Vasari, 1550), ou seja, em forma de poço onde correm barras de metal como escadas. A lanterna estava relacionada às meditações sobre o tema dos edifícios de planta central desenvolvidos na rotonda de Santa Maria degli Angeli. É o fulcro visível de toda a catedral e conclui formalmente as linhas ascendentes que correm ao longo das nervuras. Além disso, tem a função estática de fechar os esporões e as oito velas circundantes. Ao projetá-lo, Brunelleschi talvez se tenha inspirado em obras da ourivesaria sacra, como incensórios ou ostensórios, ampliando-as à escala monumental. A atual lanterna foi talvez alterada durante a construção em relação ao projeto original, devido à presença de ornamentos elegantes e requintados, mais em sintonia com o estilo de meados do século, dominado pela figura de Leon Battista Alberti.

### A "tribune morte" (desde 1438)

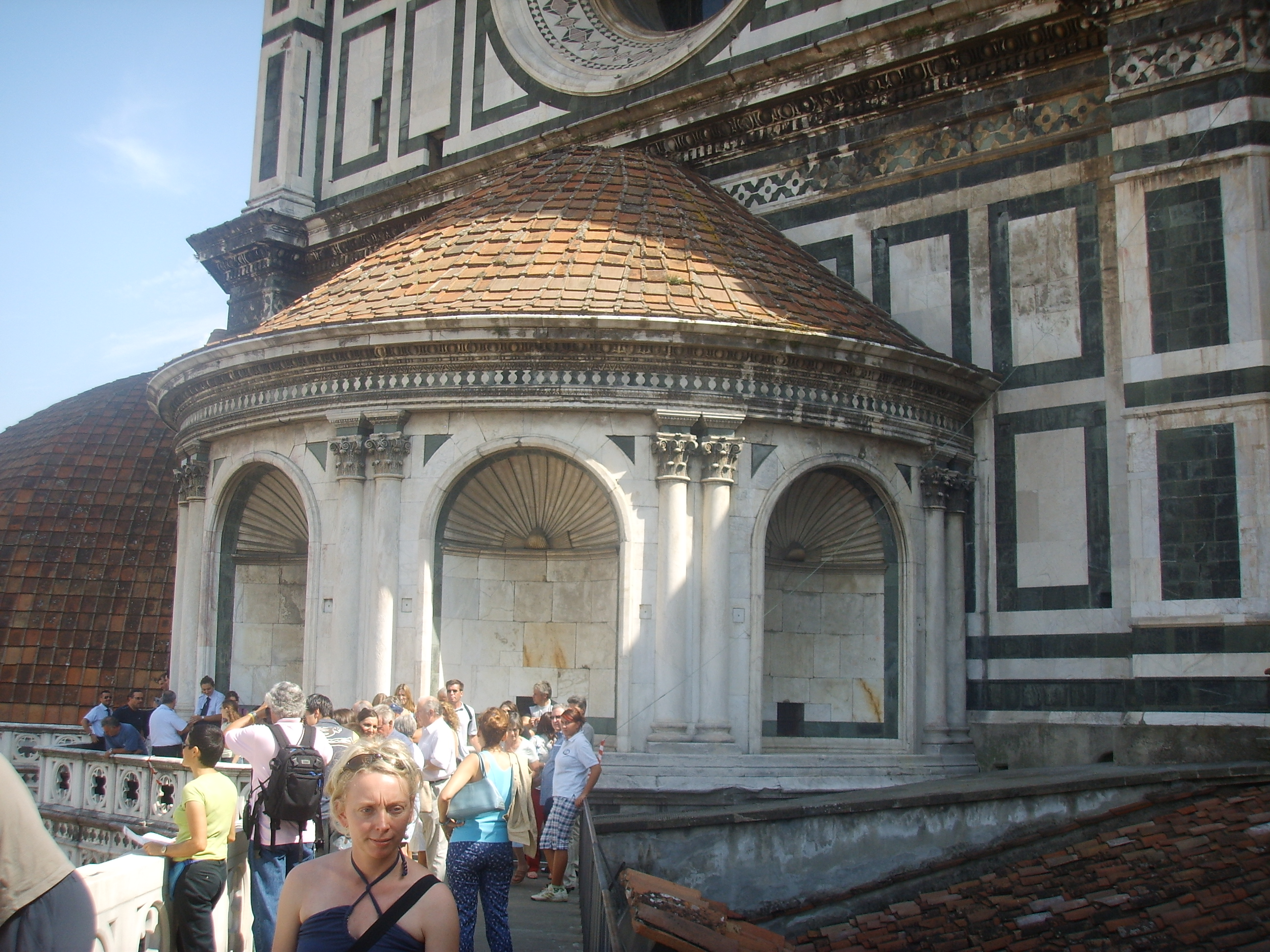
Um dos mortos está de pé, lado norte

Em 1445, enquanto Brunelleschi colocava a lanterna em funcionamento, iniciou também um importante acrescento à área da abside da Catedral, nomeadamente as "tribunas mortas" (ou seja, "cegas", sem aberturas), concebidas desde 1438.
São pequenos templos de base semicircular construídos contra as paredes exteriores do tambor, nos espaços livres entre as bancadas das absides. A sua superfície está dividida em cinco nichos de mármore alternados com pares de semicolunas da ordem coríntia, de modo a acentuar os volumes com o claro-escuro dos espaços cheios e vazios.
As funções das galerias são essencialmente as de expandir ainda mais o espaço radial das absides, criando uma espécie de coroa, harmonizar as superfícies mediando com o tambor emergente e antecipar a massa da cúpula. Além disso, também foram construídas por razões estáticas, como corpos de impulso na base da cúpula: de facto, ao seccionar estas estruturas obtemos arcobotantes, semelhantes aos contrafortes das igrejas góticas.

### O projecto para o palácio dos Medici/Pitti (cerca de 1443)

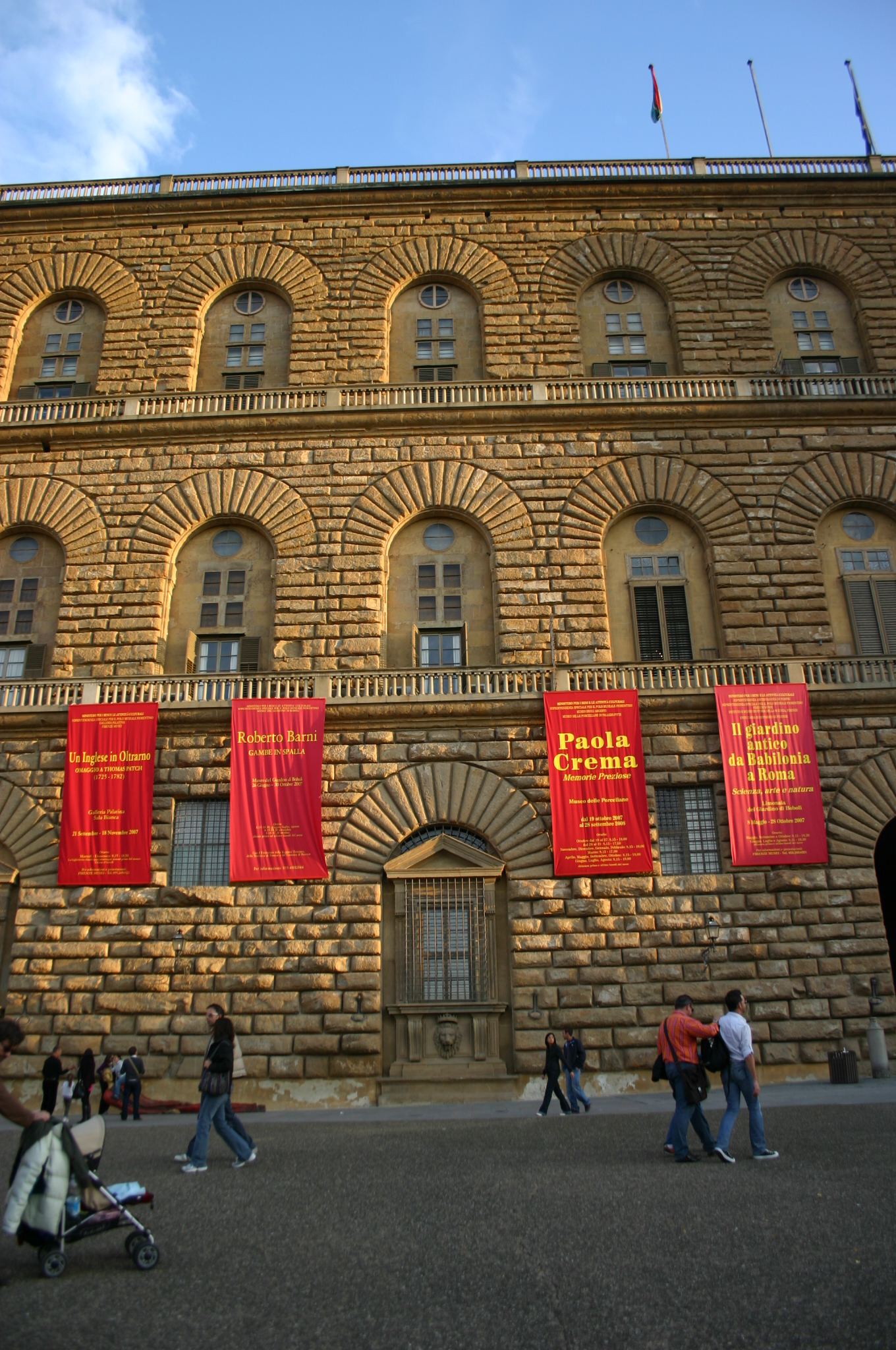
O núcleo do século XV do Palazzo Pitti

Em 1439, Brunelleschi encenou a famosa representação viva da Anunciação, durante o Concílio de Basileia.
Giorgio Vasari relata nas Vidas um episódio da vida de Brunelleschi sobre a qual não existem provas documentais e que é objecto de avaliações controversas por parte dos historiadores de arte. Nem sequer aparece na biografia de Manetti, que, no entanto, está inacabada, precisamente sobre os últimos anos de vida do artista. Em 1443, Cosimo, o Velho comprou alguns edifícios e terrenos na Via Larga para fazer o seu próprio palácio, construído alguns anos mais tarde por Michelozzo. Mas Vasari relata que o fundador da família Médici recorreu pela primeira vez a Filippo Brunelleschi em 1442, que lhe trouxe um modelo para o seu palácio, que, no entanto, foi rejeitado por ser demasiado "suntuoso e magnífico", o suficiente para despertar inveja. De acordo com o plano de Filippo, o acesso principal deveria ser feito pela Piazza San Lorenzo (onde hoje se encontram os muros do jardim).
O projeto foi então escolhido pelo rival de Cosme, o banqueiro Luca Pitti, que o pôs em ação apenas em 1458, bem depois da morte de Filippo, constituindo o núcleo primitivo do atual Palácio Pitti; novamente de acordo com o testemunho de Vasari, Pitti solicitou expressamente que as janelas do seu palácio fossem tão grandes como as portas do palácio dos Médici e que o pátio pudesse conter todo o Palazzo Strozzi, o maior edifício privado da cidade: de facto, estas condições foram cumpridas, embora as janelas tenham sido originalmente abertas para formar uma loggia, apesar de o palácio Pitti tenha apenas três lados em vez de quatro, dispostos em torno do enorme pátio (reconstruído no século XVI). O núcleo original do palácio corresponde às seis janelas centrais e ao portal, com a fachada composta segundo um módulo fixo, que se repete na largura dos vãos e no seu afastamento; multiplicado por dois dá a altura das aberturas e por quatro a altura dos pisos.
Outra novidade foi a presença de uma praça em frente ao palácio, a primeira destinada a um palácio privado em Florença, que permitia uma vista frontal e centralizada desde baixo, segundo o ponto de vista privilegiado também definido por Leon Battista Alberti.

### O púlpito de Santa Maria Novella (1443)
Ver também
Em 1443 concebeu e preparou um modelo de madeira para o púlpito de Santa Maria Novella, posteriormente construído por Buggiano. O mesmo ano está gravado na parede norte da Capela Pazzi, provavelmente o da conclusão das obras, enquanto a data referida nos mapas astronómicos da Antiga Sacristia e na própria Capela Pazzi remonta a um ano anterior (4 de Julho de 1442), provavelmente ligada à memória da vinda à cidade de Renato d'Angiò.

### Espírito Santo (desde 1444)
Ver também

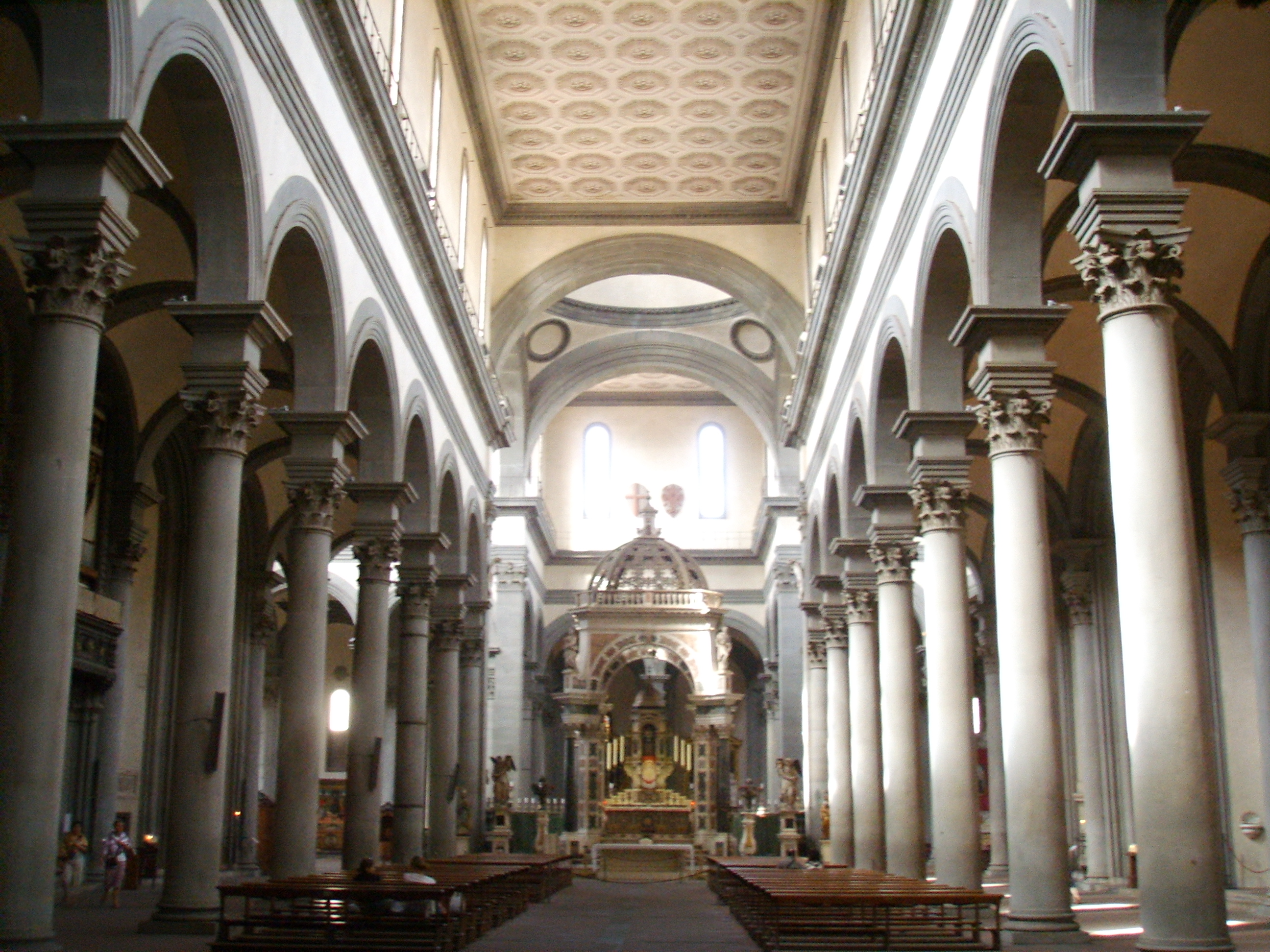
Interior da basílica do Espírito Santo

A renovação da Basílica do Espírito Santo, projetada em 1428 e colocada sob contrato em 1434, só foi realizada a partir de 1444. Em 1446, o primeiro fuste de coluna chegou a Santo Spirito.
Apesar das modificações feitas ao projeto original pelos seus seguidores, a igreja representa a obra-prima das últimas meditações de Brunelleschi sobre o módulo e sobre a combinação de cruz latina e planta central, com uma articulação dos espaços muito mais rica e complexa do que San Lorenzo. Esta é uma nova interpretação do classicismo não só nos seus métodos, mas também na sua grandeza e monumentalidade. Uma colunata contínua de vãos quadrados com uma abóbadas nervuradas circunda toda a igreja, incluindo o transepto e a capela-mor, criando um passadiço (como na Catedral de Pisa ou na Siena) onde se abrem quarenta capelas radiantes. Os perfis dos nichos deveriam ser visíveis do exterior nas plantas, como na Catedral de Orvieto, criando um efeito revolucionário de forte claro-escuro e movimento das massas das paredes, que foi substituído durante a fase de construção por uma parede retilínea mais tradicional.

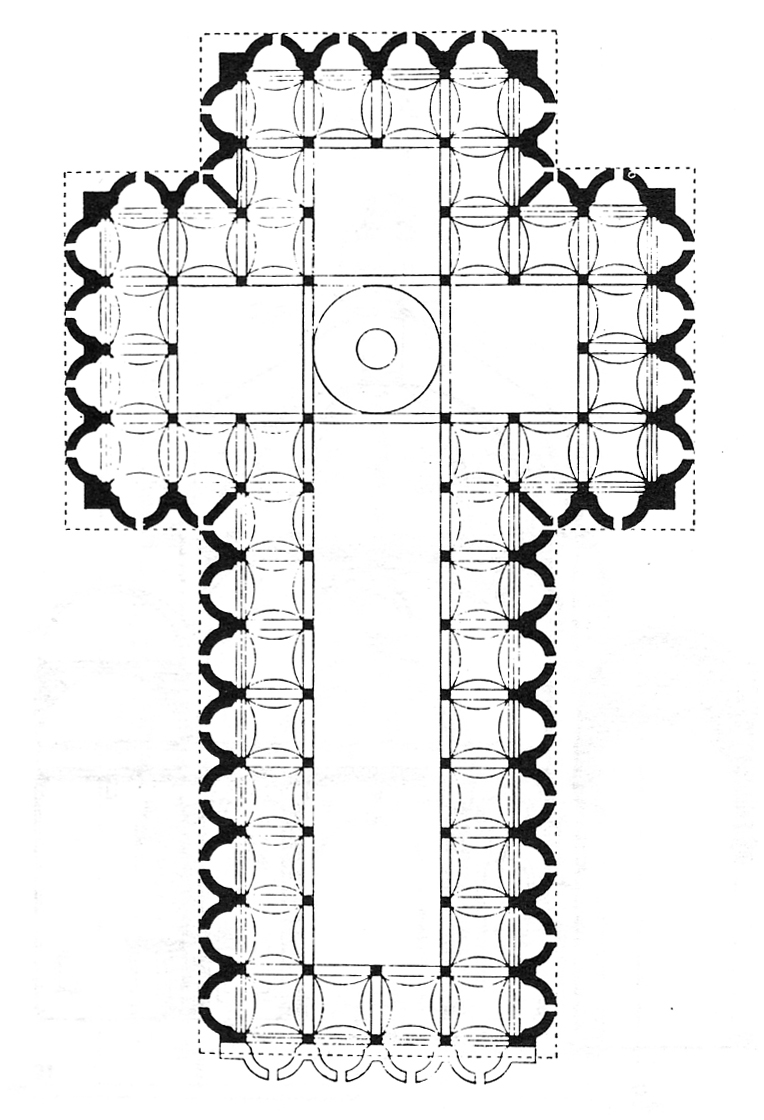
Planta do Espírito Santo segundo o projecto original de Brunelleschi

Na intersecção dos braços encontra-se a cúpula, originalmente concebida por Brunelleschi sem tambor, como na Sacristia Velha, de modo a iluminar com maior intensidade a mesa do altar central, tornando mais explícita a alusão à luz divina do Espírito Santo, à qual a igreja é dedicada. O teto da nave central também deveria ser abobadado em forma de berço, em vez de plano, para acentuar o efeito de expansão do espaço interior para o exterior, como se a igreja estivesse a "inchar". Os tramos deveriam continuar também na contrafachada, com a criação original de quatro portais, em vez de apenas três naves.
Apesar destas alterações, o afastamento de Santo Espírito da tradição gótica aprofunda-se e torna-se definitivo. O módulo do tramo de onze braccia florentinas vem definir cada parte da igreja. Ao entrar na igreja e caminhar em direção à cruz, percebe-se o extremo dinamismo da variação contínua do ponto de vista através da sequência rítmica dos arcos e das colunas, que criam também fileiras de perspetiva transversalmente, em direção aos nichos e portais. No entanto, ao contrário das igrejas góticas, o conjunto dá o efeito de extrema harmonia e clareza do todo, graças à regulamentação segundo princípios racionais unitários.
A luz realça o ritmo arejado e elegante dos espaços, entrando gradualmente pelas diferentes aberturas, maiores no clerestório da nave central e nos óculos da cúpula. Os corredores laterais são, por isso, mais escuros, dirigindo inevitavelmente o olhar para o nó luminoso: o altar central.

### Últimos anos e morte (1445-1446)

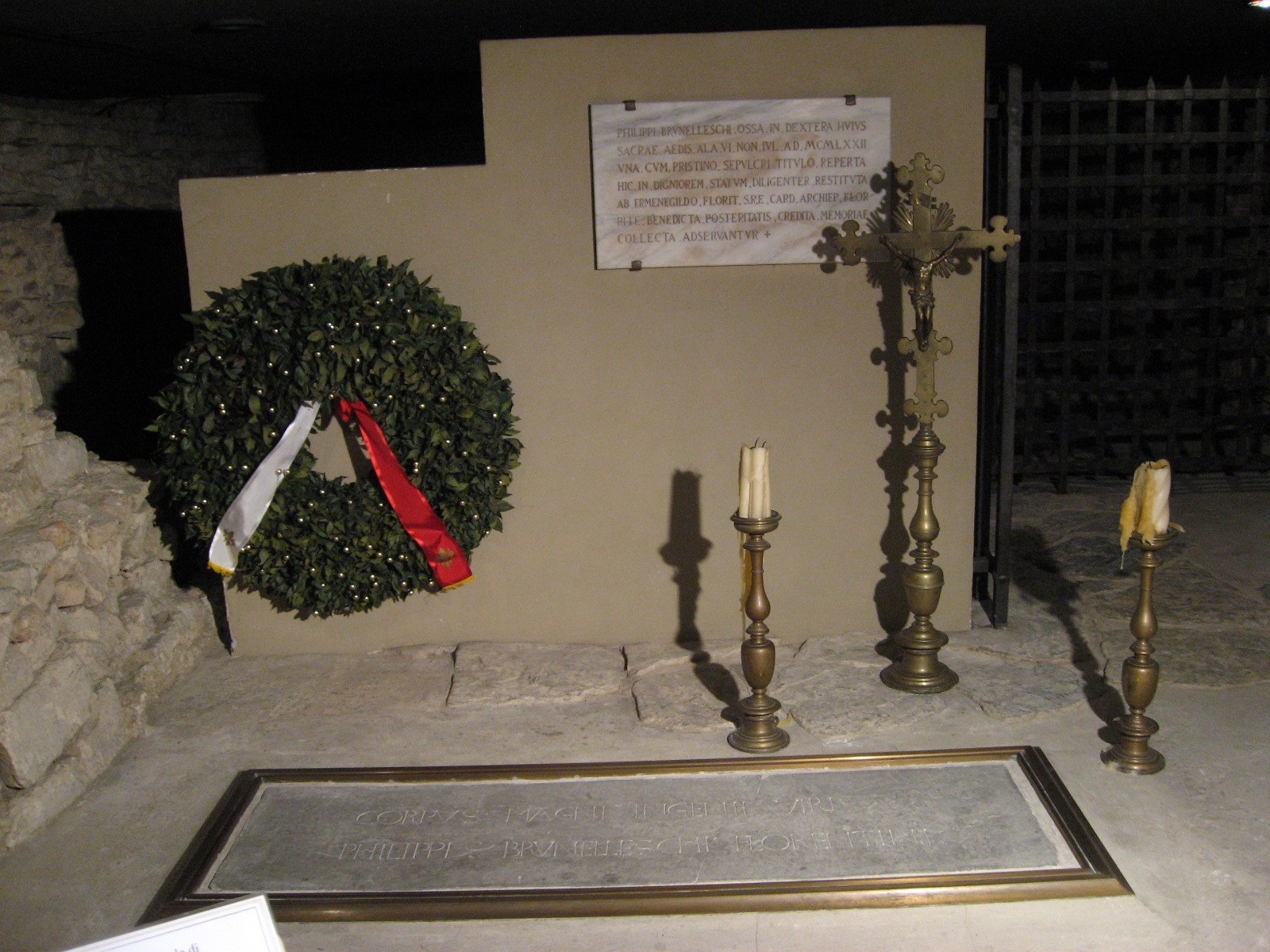
Sepultamento de Brunelleschi em Santa Maria del Fiore

Em 1445 foi inaugurado o Spedale degli Innocenti, embora ainda não concluído, a primeira arquitetura iniciada por Brunelleschi. No mesmo ano, iniciou-se a construção do Tribune morte da Catedral, que estava a ser planeado desde 1438, e em Fevereiro/Março de 1446 foi colocada a lanterna da cúpula.
Brunelleschi morreu em Florença durante a noite entre 15 e 16 de Abril de 1446, deixando o seu filho adoptivo Buggiano como herdeiro de uma casa e 3.430 florins.
O seu túmulo foi inicialmente colocado num nicho na torre sineira de Giotto e transferido solenemente para a catedral a 30 de setembro do mesmo ano. Tendo perdido a sua localização ao longo dos séculos, foi redescoberto apenas em 1972, durante as escavações da igreja de Santa Reparata sob a catedral.
Segundo Antonio Manetti: "Foi-lhe dada a honra de ser sepultado em Santa Maria del Fiore, e aí foi colocada a sua efígie em tamanho real, como se costuma dizer, uma escultura de mármore para memória perpétua, com tal epitáfio":
| “ | Quão eminente era Filipe na arte de Dédalo é demonstrado pela maravilhosa cúpula deste templo tão famoso e pelas muitas máquinas inventadas por ele por génio divino. E pelas excelentes qualidades da sua alma e pelas suas singulares virtudes, o seu corpo bem merecido foi sepultado nesta terra a 15 de Maio de 1446 por ordem da sua grata pátria. | ” |

O epitáfio localiza-se na nave esquerda, por baixo do busto de Buggiano, que faz parte da série de artistas ilustres que contribuíram, ao longo dos séculos, para o esplendor da catedral: os outros são Arnolfo di Cambio, Giotto, Antonio Squarcialupi, Marsilio Ficino e Emilio de Fabris.

## O cenógrafo
| “ | Ver um céu cheio de figuras vivas a moverem-se, e os contrapesos de ferro a girar e a mover-se e com luzes tapadas e descobertas acendem-se: coisas que deram a Filippo grandes elogios. | ” |
| — Vasari, As Vidas dos Mais Excelentes Pintores, Escultores e Arquitectos, edição de 1550. (traduzido) | |   |

Segundo Giorgio Vasari, Brunelleschi foi o inventor do maquinismo cénico para a reencenação anual da Anunciação realizada na San Felice na Piazza e, de acordo com atribuições mais recentes, foi responsável, directamente ou através de colaboradores do seu círculo, como il Cecca, pelo "ingegni" cénico para a Ascensão, comemorado todos os anos em Santa Maria del Carmine, e pela famosa anunciação viva encenada em 1439, talvez na Santissima Annunziata ou em São Marco, por ocasião do Concílio de Florença. Testemunha ocular destas duas últimas apresentações foi o prelado ortodoxo Abraham de Souzdal que, tendo vindo na comitiva do Metropolitano de Kiev, deixou uma descrição detalhada em eslavo antigo.
A Anunciação de 1439, por exemplo, apresentava a passagem de um anjo ao longo de toda a nave da igreja, suspenso acima dos espectadores. Corria por uma corda que ia da "tribuna do Empíreo", por cima do portal da igreja onde se encontrava a representação do Pai Eterno, até ao cimo da divisória, onde se encontrava Maria numa cela. Depois de dar o anúncio, regressava em direção ao Empíreo, alternando com um fogo de artifício vindo em sentido contrário e representando o Espírito Santo. O efeito cenográfico destas representações sobrevive ainda hoje na celebração pascal da explosão da carroça onde a colombina, suspensa por cabos, atravessa rapidamente a Catedral de Florença, desde a carroça colocada no cemitério até ao altar-mor e vice-versa.
A "engenhosidade" de San Felice in Piazza incluiu uma abertura redonda que de repente se abria com um estrondo, revelando um grande nicho elevado acima do altar, iluminado por chamas como um céu estrelado, onde estavam o Pai Eterno e doze anjos cantores. Por baixo dela pendia uma estrutura giratória em forma de cúpula, o "mazzo", com oito anjos representados por crianças a cantar louvores a Maria presos a ela, do centro da qual descia uma mandorla, iluminada nas bordas com pequenas lâmpadas, com um jovem representando o arcanjo Gabriel, que descia ao chão e visitava Maria, sentada dentro de uma espécie de pequeno templo. O grupo rotativo de anjos em "voo", provavelmente também reproduzido em anos posteriores, deve ter sido a inspiração para a composição da "Natividade Mística" de Sandro Botticelli (1501).
As produções de Brunelleschi inauguraram uma nova forma de espectacularizar encenações sagradas, utilizando tanto uma cenografia fixa como aparelhos móveis, capazes de recriar a ilusão do voo dos anjos. Para tal, Brunelleschi aproveitou a grande experiência adquirida no projecto de máquinas, guinchos, dispositivos de elevação, suspensão e tracção de materiais, utilizados nos seus estaleiros de obra. Tudo ficou ainda mais espetacular com o uso de pirotecnia, iluminação repentina e cortinas. A reconstituição à escala de madeira destes aparelhos foi feita na exposição O lugar teatral em Florença em 1975 comissariada pelo historiador da exposição Ludovico Zorzi.

## Características de Brunelleschi

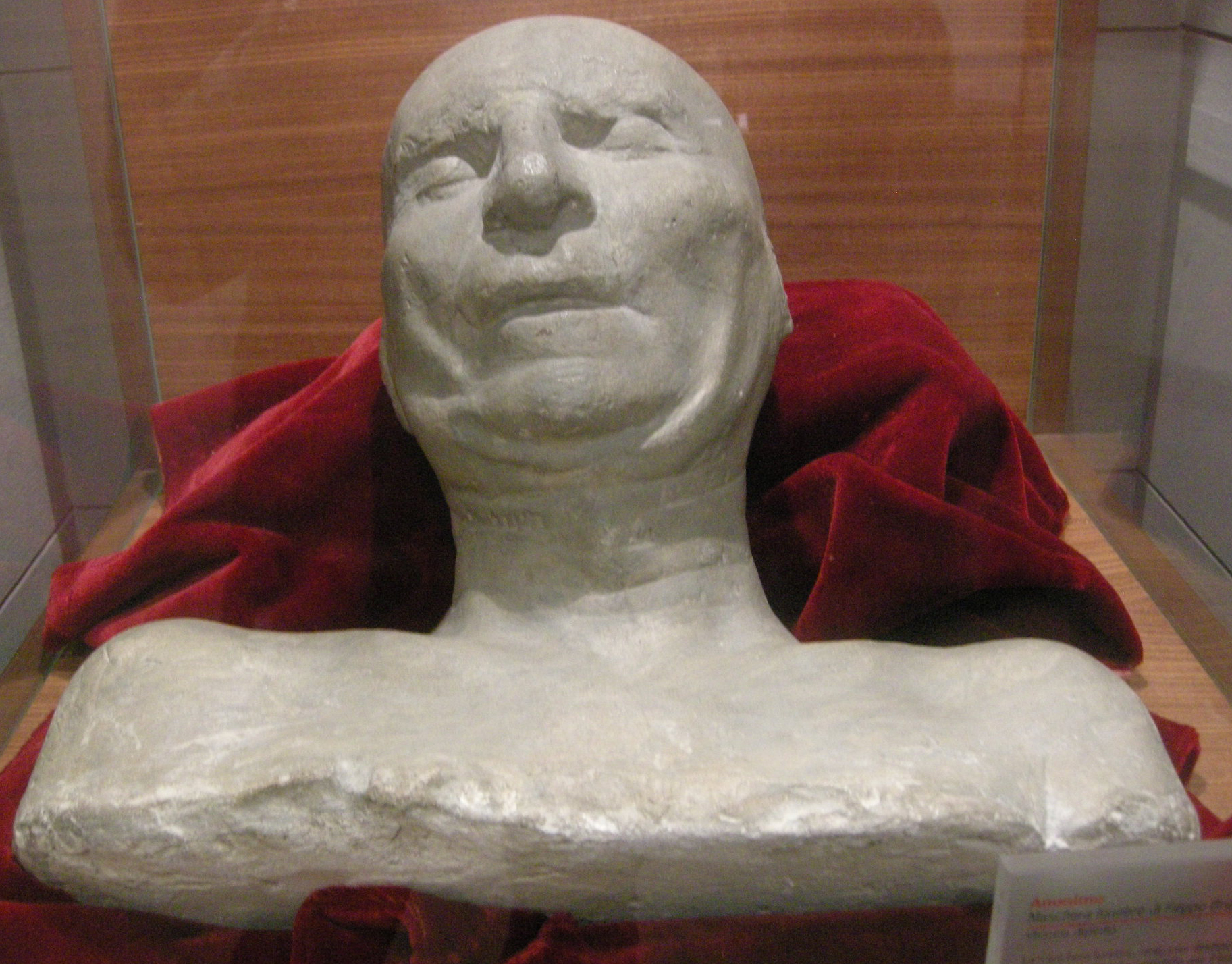
Máscara funerária de Brunelleschi (1456), Museo dell'Opera di Santa Maria del Fiore, Florença

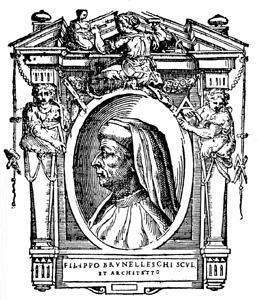
Retrato nas Vidas de Giorgio Vasari, edição Giuntina de 1568

Conhecemos a aparência de Filippo Brunelleschi através de vários retratos. Temos ainda a máscara funerária de estuque branco que, retirada imediatamente após a sua morte, se conserva hoje no Museo dell'Opera del Duomo. Buggiano inspirou-se nela para esculpir o busto "clipeado" que ainda hoje se encontra na parede da nave esquerda da Catedral de Florença. O mestre é retratado sem as ferramentas típicas do ofício de arquiteto (compasso, desenhos de projeto), para sublinhar a sua superioridade intelectual em relação à prática artesanal, como também indica o epitáfio abaixo em latim, ditado por Carlo Marsuppini.
Os seus restos mortais, descobertos em 1972, testemunham a sua baixa estatura e constituição frágil, confirmando a descrição de Vasari, que o recorda como "magro em pessoa". A cabeça era grande, acima da média, e a partir dos retratos foram reconstruídos o crânio calvo, as orelhas pronunciadas, o nariz largo e os lábios finos.
Acredita-se que uma efígie sua quando mais novo foi encontrada no fresco de Masaccio na Capela Brancacci, em Florença, ao lado de outros artistas da época, incluindo o próprio Masaccio, Leon Battista Alberti e, talvez, Masolino. Segundo a tradição, Filippo serviu de modelo a Donatello para a estátua do profeta imberbe, destinada ao campanário de Santa Maria del Fiore (1416-1418). O perfil de Filippo surge também na pintura do artista florentino anónimo de cerca de 1470, já atribuída a Paolo Uccello, juntamente com outros quatro fundadores das artes figurativas florentinas: Giotto, o próprio Paolo Uccello, Donatello e Antonio Manetti. Esta imagem inspirou o gravurista que se ocupou dos retratos na edição 1568 das Le vite de' più eccellenti pittori, scultori e architettori.
Entre os retratos posteriores, todos derivados destes protótipos, encontra-se um busto de mármore de Giovanni Bandini, também no Opera del Duomo (segunda metade do século XV), ou a estátua de Luigi Pampaloni na Piazza del Duomo (cerca de 1835), que o retrata olhando para a sua obra-prima: o Domo.

## Obras

### Escultura
- Altar de prata de San Jacopo, Catedral de Pistoia ( 1400 - 1401 )
  - Santo Agostinho (attr.)
  - São João Evangelista (attr.)
  - Jeremias e Isaías (attr.)
- Sacrifício de Isaac, Museu Bargello, Florença ( 1401 )
- Madona e o Menino (attr.), Palazzo Davanzati, Florença ( 1402 - 1405 aprox.) – são conhecidas cerca de oitenta réplicas com pequenas diferenças, espalhadas por museus ao redor do mundo.
- Crucifixo de Brunelleschi, Capela Gondi em Santa Maria Novella, Florença ( 1410 - 1415 aprox.)
- São Pedro (attr.), Museu Orsanmichele, Florença (circa 1412 )
- Púlpito de Santa Maria Novella (desenho), esculpido por Buggiano, Santa Maria Novella, Florença ( 1443 )

### Arquitetura

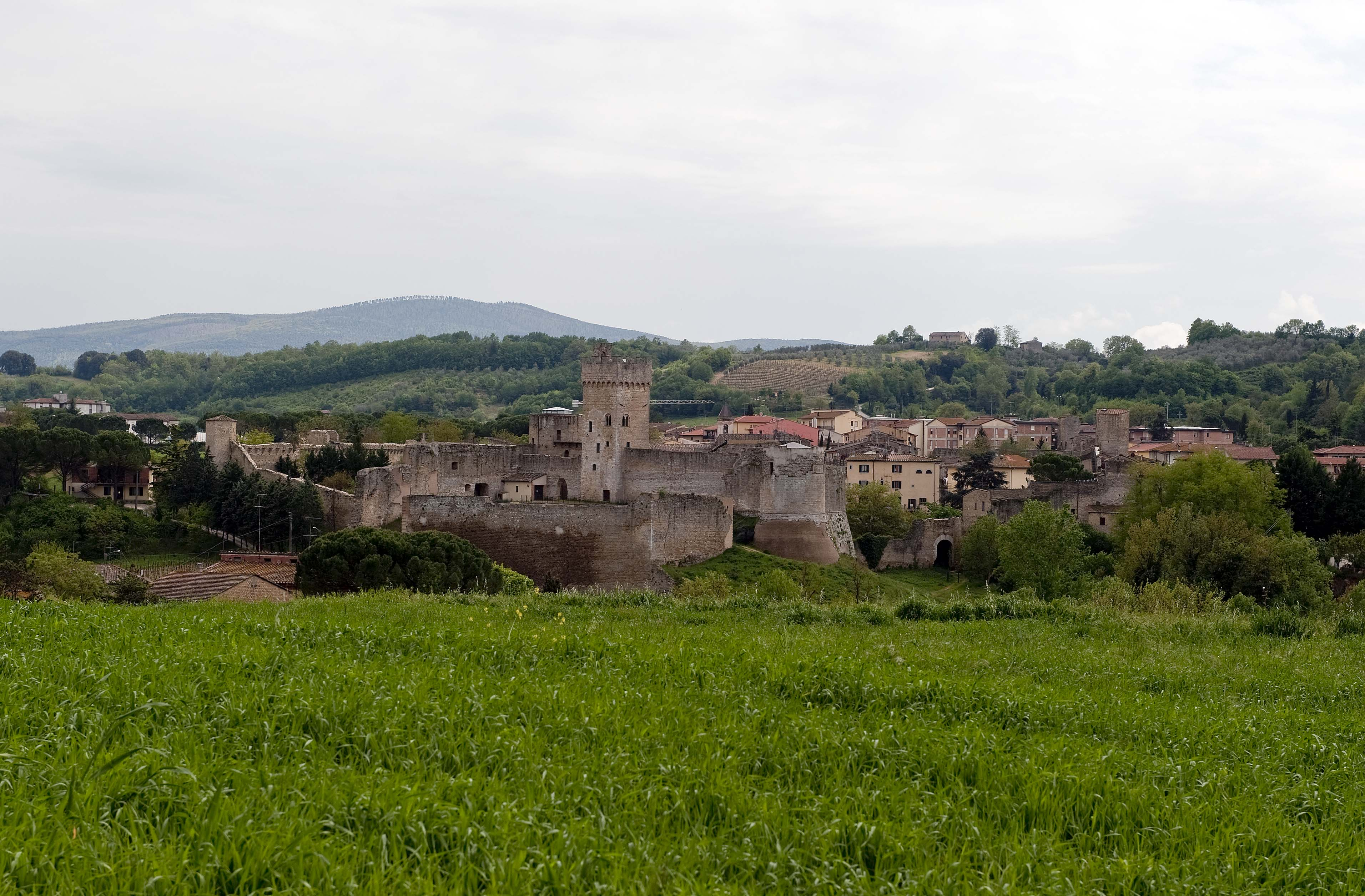
Staggia de Siena

- Cúpula de Santa Maria del Fiore, Florença ( 1418 - 1434 )
- Hospital dos Inocentes, Florença ( 1419-1427, concluído por outros )
- Capela Barbadori, Santa Felicidade ( 1420 )
- Expansão do Palácio de Parte Guelfa, Florença (por volta de 1420 )
- Sacristia Velha, San Lorenzo, Florença ( 1421 - 1426 )
- Basílica de San Lorenzo, Florença (c. 1421 - concluída por outros)
- Muralhas de Lastra a Signa (restauração, 1424-1425)
- Muralhas de Signa (restauração, 1424)
- Muralhas de Malmantile (1424)
- Cappella de' Pazzi, Florença (c. 1429 - concluída por outros)
- Palácio Bardi ? , Florença ( década de 1430 )
- Castelo de Staggia Senese ( 1431 )
- Rotonda de Santa Maria degli Angeli, Florença ( 1434 - 1437 - concluída por outros)
- Fortaleza de Vicopisano ( 1435 - 1440 )
- Castelo de Castellina in Chianti
- Castelo Rencine (renovação)
- Basílica de Santo Spirito, Florença ( 1444 - concluída por outros)
- Projeto Palácio Pitti ? , Florença (iniciada postumamente, em 1458 )

## Bibliografia

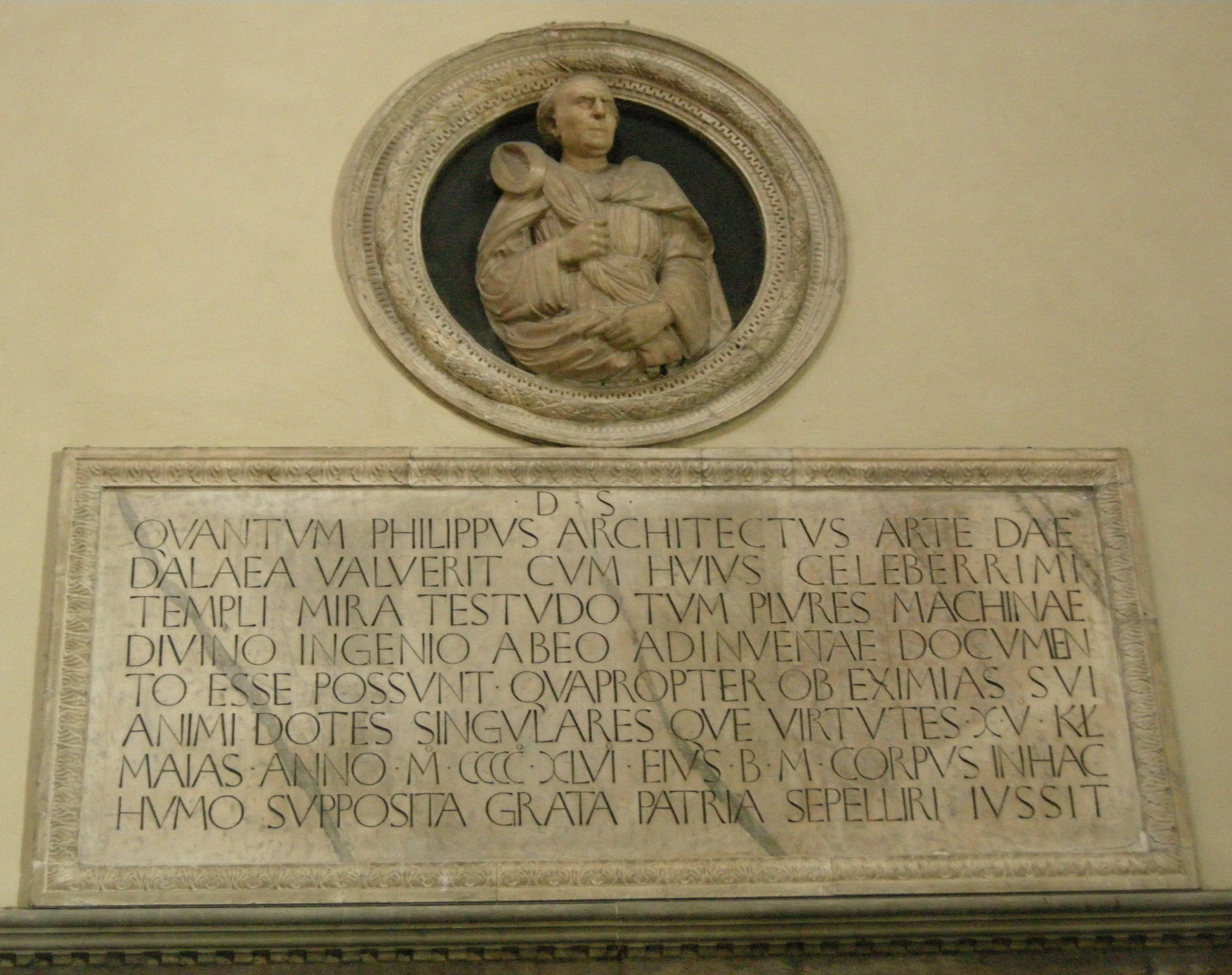
Tondo com busto e epígrafe em Santa Maria del Fiore, obra de Buggiano (1446)

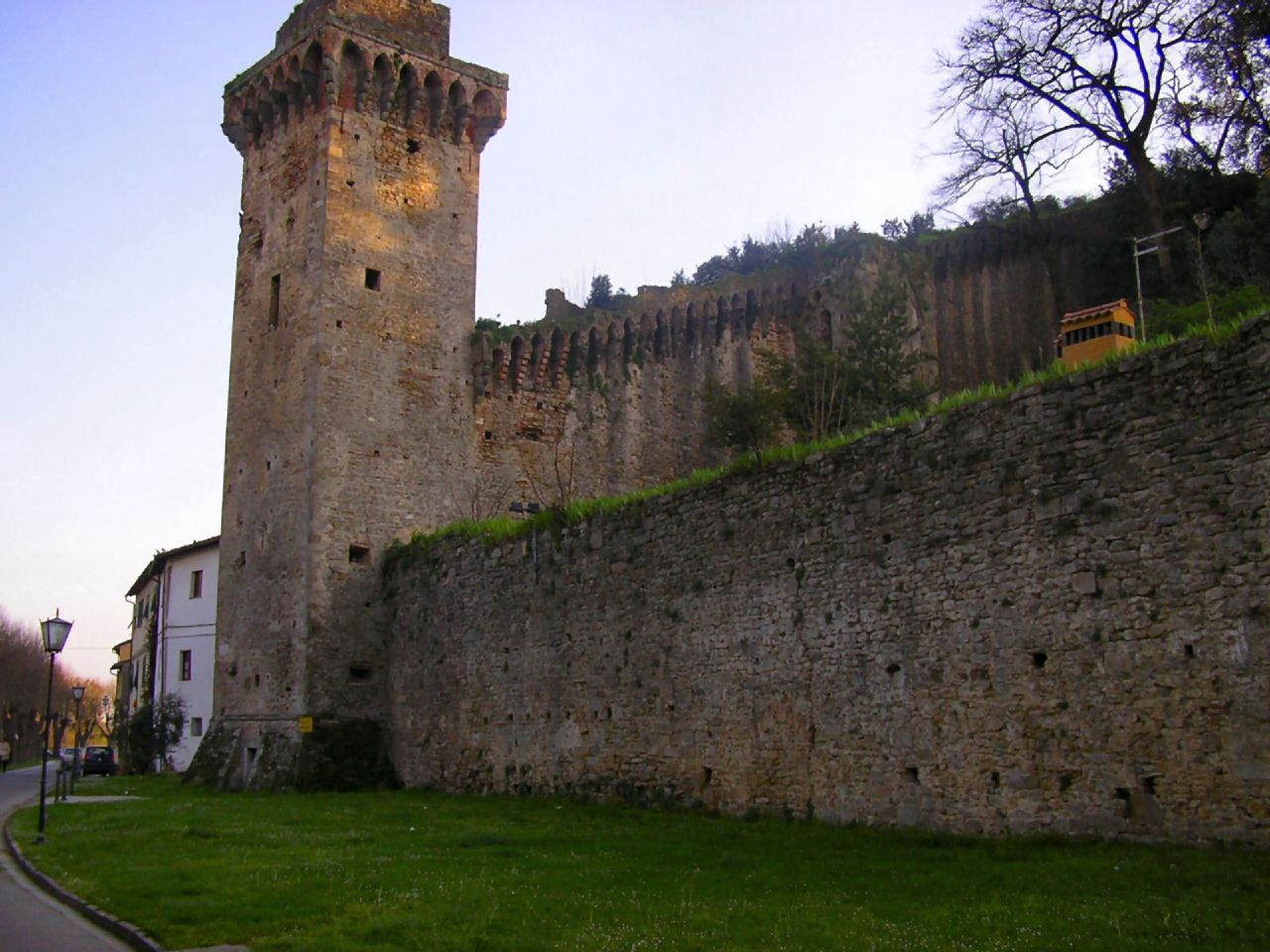
Vicopisano